# 福島中央テレビ
株式会社福島中央テレビ（ふくしまちゅうおうテレビ、英: Fukushima Central Television Co., Ltd.）は、福島県を放送対象地域とし、テレビジョン放送事業を行っている特定地上基幹放送事業者である。
コールサインはJOVI-DTV。
略称・愛称は、中テレ。2019年（令和元年）12月31日までの略称は、FCT（上述の英語表記の略称であって、Fukushima Chuo Televisionの略ではない）。

## 概要
福島県の県庁所在地である福島市ではなく、経済的中心都市である郡山市に本社・演奏所を置く、日本テレビ（NNS・NNN）系列の民放テレビ局。
1963年（昭和38年）に開局した福島県初の民放テレビ局・福島テレビ（FTV）は、開局前後の混乱から福島県や福島県議会が調停に入り、福島県が50%の比率の株を持つ形で設立された。これを疑問視した郡山商工会議所青年部らが中心となり、「県民テレビ運動」（新免テレビ運動）を起こした。1968年（昭和43年）8月には、福島県において2局目の割り当てが行われ、予備免許申請社は9社に及んだ。申請9社の中には、当時の福島交通社長で、ワンマン経営や相次ぐ労使紛争で県民を騒がせた織田大蔵代表の「福島放送」がおり、織田氏との激しいやりとりの末に、ラジオ福島（RFC）や福島民報社は織田と関わることを避けるため直ちに申請を取り下げ、1969年（昭和44年）4月4日に残った申請社の1つの小針幸太郎代表の「福島中央テレビ」に予備免許が交付、福島民友新聞（福島民友）と朝日新聞社（どちらも「県民テレビ運動」に参加）や郡山市財界が中心となって設立し、1970年（昭和45年）開局した。
本社完成前は、郡山商工会館に事務所が置かれ、発起人および初代社長も郡山商工会議所出身である。そのため、上記の経緯から、郡山市に本社と演奏所が置かれ、県庁所在地である福島市に本社のある福島テレビやテレビユー福島（TUF）と比較して、現在でも、様々な面で郡山色が濃いという独特の特徴がある。
ビデオリサーチによる2024年（令和6年）の年間世帯平均視聴率調査で全日7.4%、ゴールデン12.1%、プライム11.0%となり三つの時間帯全てで13年連続県内5局のトップになった（2012年（平成24年）のみ民放4局比較）。年間個人平均視聴率でも全日4.2%、ゴールデン7.6%、プライム6.8%となり、三つの時間帯全てで4年連続県内5局のトップになった。2023年（令和5年）の年間世帯平均視聴率調査で全日7.4%、ゴールデン12.6%、プライム11.6%となり、三つの時間帯全てで12年連続県内5局のトップになった。年間個人平均視聴率でも全日4.2％、ゴールデン8.0％、プライム7.2％と三つの時間帯全てで3年連続県内5局のトップになった。年度個人視聴率でも全日4.1%、ゴールデン7.9%、プライム7.1%と3つの時間帯全てで4年連続県内5局のトップになり4年連続の視聴率三冠を獲得した。2022年（令和4年）の年度世帯平均視聴率でも全日7.8％、ゴールデン13.6％、プライム12.6％と三つの時間帯すべての時間帯全てで11年連続県内民放4局のトップになった。年度平均個人視聴率でも全日4.4％、ゴールデン8.7％、プライム7.9％と三つの時間帯全てで3年連続県内5局のトップになった。2017年（平成29年）には、毎週の平均視聴率でも、年間全ての週で民放4局を比較して三冠となっている。

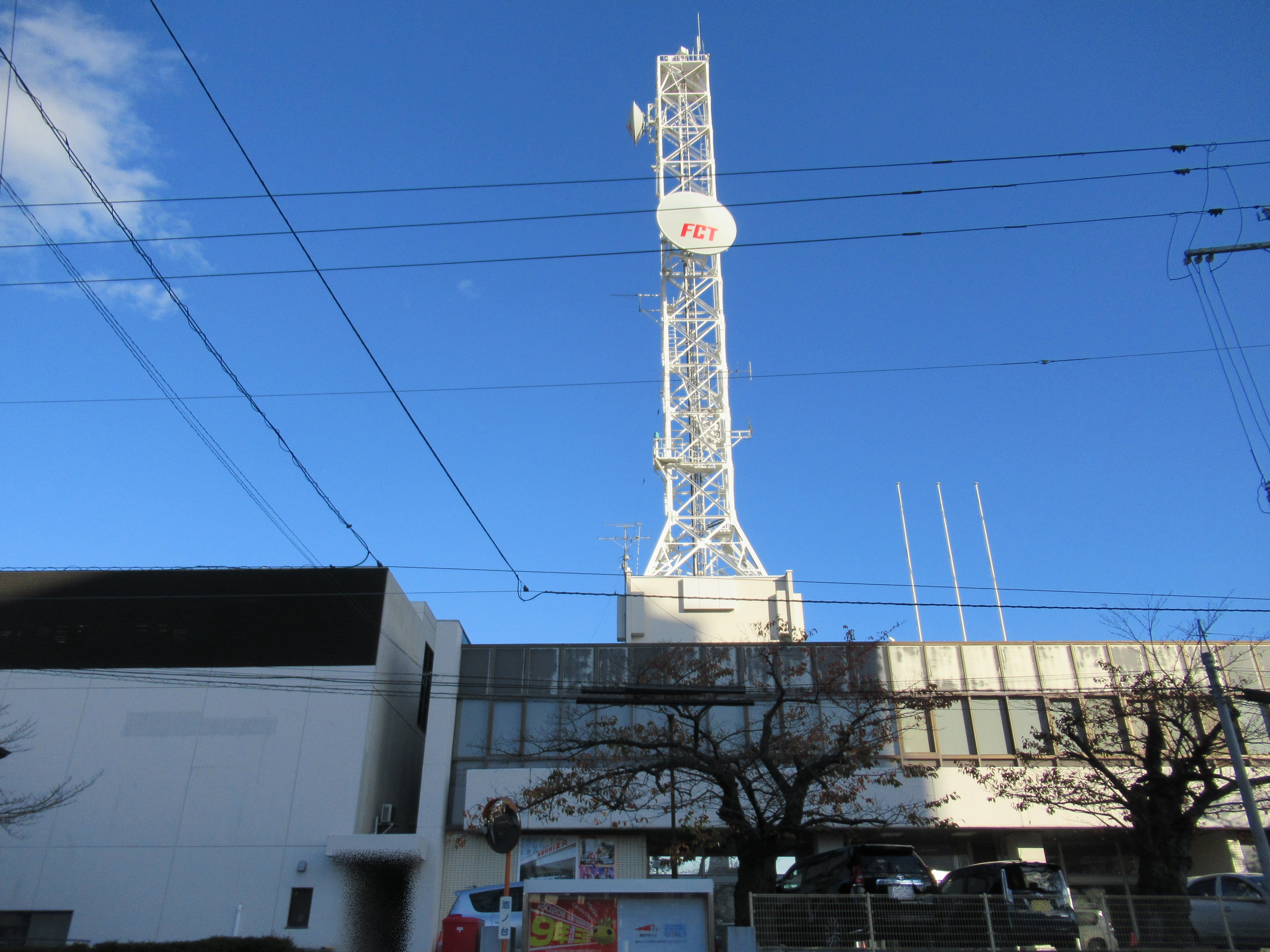
本社全景（2021年11月）

初代ロゴマークは、略称・和文ともに斜体で角張ったデザイン。略称の「FCT」のロゴマークのカラーは赤・緑・青に制定されていた。2代目ロゴマークは、2006年（平成18年）の中テレくんが誕生した際に新たに制定された。同時に愛称も「中テレ」が制定された。瑠璃色に丸みがあるデザインが特徴で、イメージキャラクターである中テレくんと併用されていた。なお、初代ロゴマークは、2019年（令和元年）12月まで2代目ロゴマークと併用して使用されており、社屋の看板や社旗などで引き続き使用されていた。2020年（令和2年）に開局50周年を迎えたのを機に、メガホンをモチーフに、ブラッドオレンジをコーポレートカラーとした、3代目ロゴマークとして一新した。
局の略称・愛称は、2020年（令和2年）1月1日以降、「中テレ」に統一されている。2019年（令和元年）12月31日まで「中テレ」は、福島県内の視聴者向けの愛称として使われ、略称「FCT」も併用して使用されていた。ただし、本社社屋やニュースセンターの看板・社旗・記者用の腕章や緊急報道用に用いるヘルメットなどの備品にあった初代・2代目ロゴ、新聞テレビ欄の略称表記・「郡山少年少女合唱団」の団名などから「FCT」の文字が淘汰され、「中テレ」「福島中央テレビ」に代わったものの、本社社屋の送信用鉄塔にあるパラボラアンテナには依然開局時の旧ロゴが残されたままであり、ウェブサイトのコピーライト表記やドメイン名も「FCT」「fct.co.jp」のままであるなど、業務上の略称としては引き続き「FCT」を使用する事例がある。また、グループ会社には「FCTテレビット」（番組制作・販売、企画・印刷・出版事業など）のように、「FCT」の名称が残存している例がある。
番組における主な受賞歴に開局50周年を記念して制作されたオリジナルドラマ第2作『浜の朝日の嘘つきどもと』（主演：竹原ピストル、高畑充希）が2021年日本民間放送連盟賞ドラマ部門最優秀賞を受賞した。同賞のドラマ部門で東名阪以外の局が最優秀賞を受賞したのは2019年（平成31年）の北海道テレビ放送（HTB）の『チャンネルはそのまま!』（主演：芳根京子）以来で同年のテレビ部門グランプリも併せて受賞した。2017年（平成29年）にも中テレ初のオリジナルドラマである『タチアオイの咲く頃に〜会津の結婚〜』（主演：石橋杏奈、中村蒼）でも優秀賞を受賞し今回と併せ2作品連続で受賞した。なお『浜の朝日と嘘つきどもと』は、第58回ギャラクシー賞選奨も受賞し映画化も決定した。このほか『1Fドキュメンタリー あの日、原発の傍らにいた人たち』が第59回ギャラクシー賞テレビ部門に入賞した。
2019年（平成31年）2月に日本経済新聞が、郡山市池ノ台にある現社屋は築50年以上と老朽化しており、2025年（令和7年）までを目処に郡山市内に新社屋の建設を検討していると報じたが、今のところはその動きはない。
東北地方の日本テレビ系列局では唯一終夜放送を行っていない。

## 事業所
本社・演奏所
- 福島県郡山市池ノ台13-23

支社
- 福島支社：福島県福島市栄町6-6（ユニックスビル8階）
- 会津支社：福島県会津若松市栄町2-4（NTT会津支店別棟ビル）
- いわき支社：福島県いわき市平字菱川町4-3（読売いわきビル2階）
- 東京支社：東京都中央区銀座4丁目10-3（セントラルビル9階）
- 大阪支社：大阪府大阪市北区堂島1丁目5-17（堂島グランドビル6階）
- 仙台支社：宮城県仙台市青葉区一番町4丁目6-1（仙台第一生命タワービルディング15階）

## 資本構成
企業・団体の名称、個人の肩書は当時のもの。出典：

### 2021年3月31日
| 資本金 | 発行済株式総数 | 株主数 |
| ------ | -------------- | ------ |
| 4億円  | 800,000株      | 27     |

| 株主               | 株式数    | 比率   |
| ------------------ | --------- | ------ |
| 読売新聞東京本社   | 190,000株 | 23.75% |
| 日本テレビ放送網   | 120,000株 | 15.00% |
| 読売光と愛の事業団 | 061,000株 | 07.63% |
| 朝日新聞社         | 056,000株 | 07.00% |
| 郡山第一ビル       | 044,000株 | 05.50% |
| 東邦銀行           | 040,000株 | 05.00% |
| 会津商工信用組合   | 040,000株 | 05.00% |

## 沿革
- 1968年（昭和43年）

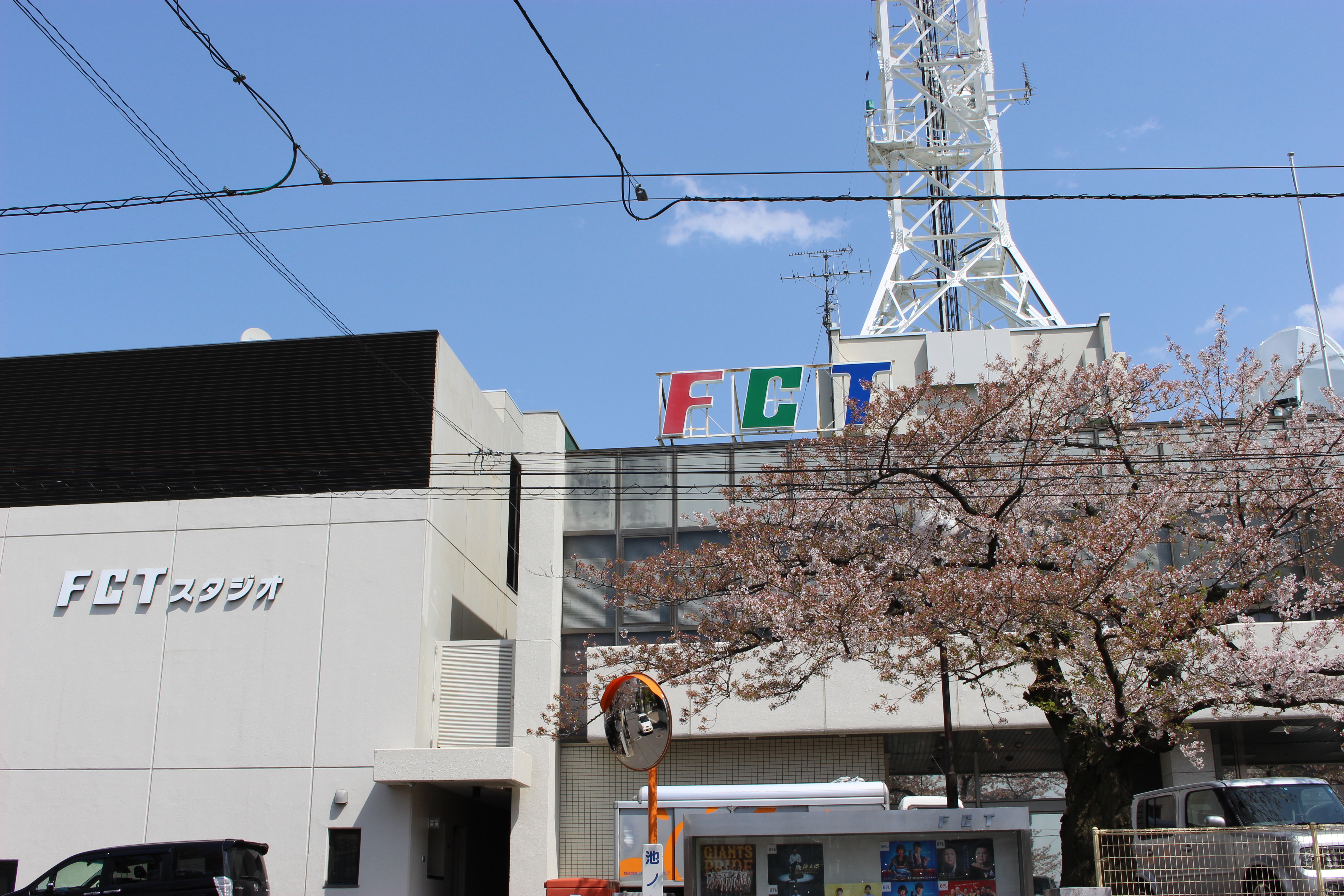
初代ロゴマークが掲げられていた本社（2015年4月）

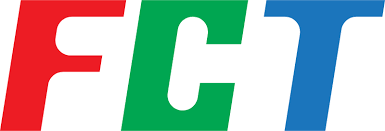
初代ロゴマーク（開局から2019年（令和元年）12月まで。2006年（平成18年）6月以降は2代目ロゴマークと併用）

  - 8月 - 福島県第2波のUHF電波割り当て[6]。
- 1969年（昭和44年）
  - 3月31日 - テレビ放送予備免許取得[25]。
  - 5月20日 - 会社設立[25]。
  - 7月1日 - 郡山市清水台の郡山商工会館に仮事務所設置[25]。
  - 12月23日 - 試験電波発射開始。
  - 12月27日 - 郡山市池ノ台に本社・スタジオが完成し、仮事務所から移転[25]。
- 1970年（昭和45年）
  - 2月1日 - サービス放送開始[26]。
  - 4月1日 - 福島県で2番目の民放テレビ局、および福島県初のUHF波のテレビ局として開局[注釈 14]。
  - 11月1日 - 早朝、本社3階の無線中継室の出力増幅器から出火。3時間3分停波する[26]。
- 1971年（昭和46年）
  - 10月1日 - 福島テレビ（FTV）とのネット交換により、日本テレビと日本教育テレビ（現在のテレビ朝日）とのクロスネット局となる[27]。
- 1980年（昭和55年）
  - 8月1日 - CMバンク運用開始[28]。
- 1981年（昭和56年）
  - 6月14日 - 開局前の福島放送（KFB）含む福島県民放テレビ3局に音声多重放送実用化試験局の予備免許交付[29]。
  - 10月1日 - 福島放送（KFB）の開局に伴い、日本テレビ系列のフルネット局となる。
  - 10月1日 - 音声多重放送開始（福島県民放テレビ3局同時）。最初の番組は『サウンド・スコープ』（放送開始後すぐに放送された環境映像を流すのみのミニ番組）。
- 1989年（平成元年）
  - 3月29日 - マスター設備を更新（NEC製）、番組バンクも運用開始[30]。
  - 4月 - 新館及びKスタジオ竣工。
  - 8月14日 - 「FCTニュースセンター」完成、運用開始[31]。
- 1992年（平成4年）
  - 3月25日 - CMバンク更新[32]。
- 1994年（平成6年）
  - 10月3日 - 夕方のローカルワイド番組『ゴジてれシャトル』放送開始（2008年（平成20年）3月27日まで、金曜スタイルは2008年（平成20年）3月28日まで）。
- 2005年（平成17年）
  - 9月5日 - ニュース送出システム更新。ニュースセンター内の放送設備が、HD対応化。

- 2006年（平成18年）

2代目ロゴマーク（2006年（平成18年）6月から2019年（令和元年）12月まで）

  - 2月1日 - マスター設備を更新（NEC製）。地上デジタル放送の試験電波送出開始。
  - 6月1日 - 地上デジタル本放送開始。初のイメージキャラクター『中テレくん』が誕生。愛称として『中テレ』が制定された。
- 2007年（平成19年）
  - 12月 - FISフリースタイルスキー世界選手権の実況中継を日本テレビが行う予定であったが断念を表明し、名乗り出た福島県の民放である福島テレビと福島中央テレビの中から改めて同大会組織委員会が予算面などの点で選考を行った結果、福島テレビを抑えて福島中央テレビが放映権を獲得。2009年（平成21年）の本大会含む、2008年（平成20年）2月16・17日に行われるプレ大会を放送することとなった。
- 2008年（平成20年）
  - 3月31日 - 『ゴジてれChu!』が放送開始。
  - 5月24日 - 同局のアナウンサーが、ホームページにある自身のアナウンサー日記の内容を他のブログから盗用したことが正式に発覚。同日夜、常務らの謝罪会見が行われアナウンサーは担当番組を降板、謹慎期間を経て別部署に異動した（異動先については後述）。
  - 8月1日 - 地上デジタル放送において、チャンネルロゴ表示の表示を開始。当初はサイズが大きかったり目立ったため、数週間表示をオフにしたのちに小さく薄いサイズへ修正した。
- 2011年（平成23年）
  - 3月11日 - 東日本大震災（東北地方太平洋沖地震）発生。地震や浜通り地方を中心とした甚大な津波被害に加え、津波による福島第一原子力発電所事故も発生したため、この日以降予定を変更して県内の各放送局とともに震災報道に終始。
  - 3月12日 - 福島第一原発の1号機の建屋で水素爆発が起きた瞬間を、福島中央テレビが日本のメディアで唯一撮影成功（後述）。
  - 平日夕方に放送される『ゴジてれChu!』も震災発生以降、通常のコーナーを中止し、震災報道や応援メッセージなどに充てていた。また放送中L字型画面で震災関連情報や原発関連情報を流していた。
  - 放送開始・終了前後には猪苗代湖ズの『I love you & I need you ふくしま』のPVを『猪苗代湖ズ』という番組扱いで放送していた。
- 2012年（平成24年）
  - 3月31日 - 地上アナログ放送停波（当初は2011年（平成23年）7月24日停波予定だったが、東日本大震災に伴い中止、特例法により同日に延期）。
  - 11月 - 大王製紙エリエールレディスオープンが東日本大震災復興支援としていわき市の五浦庭園カントリークラブで開催[注釈 15]。西日本放送（RNC）との共同制作で放送。3年後の2015年（平成27年）も同地で開催。
- 2019年（令和元年）
  - 10月頃 - 「中テレアプリ」をリリース。
- 2020年（令和2年）
  - 1月1日 - 開局50周年を機にCIを導入し、ロゴマーク変更[33]。同時に新キャッチコピーとして「中テレは、上テレ（ちゅうてれは、じょうてれ）」を制定[34]。同時に略称・愛称も『中テレ』に統一[4]。
  - 4月1日 - 開局50周年。
  - 6月8日 - マスター（主調整室）の設備を更新[35]。

## ネットワークの移り変わり
- 1969年（昭和44年）12月 - ネットワークをフジテレビ系列・日本教育テレビ（NETテレビ、現在のテレビ朝日）系列のクロスネットに制定[25]。フジテレビは、フジサンケイグループ議長だった鹿内信隆が中心となってUHFテレビの予備免許交付に支援していたこと、日本教育テレビは、朝日新聞社が県民テレビ運動に参加していた経緯から制定された[要出典][5]。東北では一部を除いて日本教育テレビの同時ネット番組が開局以来よく放送されていた。他にも、福島民友新聞社（読売新聞系列）の資本も加わっていたものの、日本テレビとネットワークを結ぶことができなかった。[要出典]
  - 当初は日本テレビ系列・フジテレビ系列・日本教育テレビ系列のトリプルネットで開局する予定だったが、日本テレビ系列とTBS系列のクロスネットだった福島テレビの同意が得られなかったため、フジテレビ系列・日本教育テレビ系列のクロスネットに変更された。[要出典]
- 1970年（昭和45年）
  - 2月1日 - サービス放送開始に伴い、福島テレビで放送していた『アフタヌーンショー』が福島中央テレビに移動。
  - 4月1日 - フジテレビ系列（FNN・FNS）・日本教育テレビ系列（ANN）のクロスネット局として開局。同時にFNN・FNS・ANNに加盟。
- 1971年（昭和46年）
  - 7月9日 - 臨時株主総会にて、福島テレビ（日本テレビ）と福島中央テレビ（フジテレビ）との系列のネット交換が決定[27]。それに伴い、日本テレビ系列・日本教育テレビ系列のクロスネット局になることが決まる[28]。
  - 9月30日 - フジテレビ系列（FNN・FNS）を脱退。福島テレビがFNNに加盟する1983年（昭和58年）3月まで、フジ系の番組が一部を除いてFTVへ移行。ただし、ネット交換後も経過措置として『FNNニュース最終版』は翌1972年3月まで暫定的に番組としてのネットが継続された[36]。
  - 10月1日 - 日本テレビ系列（NNN）・日本教育テレビ（ANN）系列のクロスネット局となる。同時にNNNに加盟。最初に放送されたニュース番組は『NNNあさ7時のニュース』。
- 1974年（昭和49年）9月10日 - NNSに加盟[37]。
- 1975年（昭和50年）3月31日 - 朝日放送（現在の朝日放送テレビ）（TBS系列 → 日本教育テレビ系列）と毎日放送（日本教育テレビ系列 → TBS系列）間の腸捻転解消により、読売テレビ・朝日放送（ABC）となる。ただし、福島テレビが加盟していた民間放送教育協会の番組とネット分の一部は移行されなかった。
- 1978年（昭和53年） - 福島テレビから全国高等学校サッカー選手権大会の福島県大会の中継と日本テレビを幹事とする共同制作機構への参加を引き継ぐ。
- 1981年（昭和56年）
  - 6月 - 9月 - 福島放送（KFB）開局に伴い、『徹子の部屋』『ドラえもん』など遅れネットで放送してきたテレビ朝日系番組が日本テレビフルネット化準備にともなう番組整理のため、この間に打ち切る。最大で7月から9月までの2か月弱、ネットしていた一部のテレビ朝日系番組が中断した。福島中央テレビで最後に放送されたテレビ朝日系ドラマは、9月29日に同時ネットで放送された『鬼平犯科帳』（1981年版）と、22時から時差ネットで放送された『生きる』だった。そのため、この日スタートした『火曜サスペンス劇場』は、『11PM』を休止して23時20分からの放送となり、翌週の10月6日から同時ネットで放送された[38]。
  - 9月30日 - テレビ朝日[注釈 16]（ANN）系列を脱退。最後に放送されたニュース番組は『ANNニュースライナー』。『アフタヌーンショー』は、この日の放送をもって、福島中央テレビでの同時ネットを打ち切る。
  - 10月1日 - 福島放送開局に伴い、日本テレビ系列フルネット局となる。開局に伴い、『アフタヌーンショー』などのテレビ朝日系列番組が福島放送に移行。

※ネットチェンジの経緯についてはネットチェンジ#福島県の事例を参照。

### かつてのプライムタイムの番組編成
- 開局当初（1970年4月）
- 無印 → 同時ネット
- ★ → 時差ネット

|       | 月曜日                     | 火曜日                        | 水曜日                  | 木曜日                        | 金曜日                  | 土曜日                           | 日曜日                       |
| 19:00 | NET ひみつのアッコちゃん   | MBS 明色 歌うスターばんざい!! | NET 爆笑エレベーター    | NET クイズタイムショック      | フジ 赤白パネルマッチ   | NET★ もーれつア太郎              | フジ アタックNo.1            |
| 19:30 | フジ クイズグランプリ      | フジ クイズグランプリ         | フジ クイズグランプリ   | フジ クイズグランプリ         | フジ クイズグランプリ   | フジ クイズグランプリ            | NET 象印スターものまね大合戦 |
| 19:45 | フジ スター千一夜          | フジ スター千一夜             | フジ スター千一夜       | フジ スター千一夜             | フジ スター千一夜       | フジ スター千一夜                | NET 象印スターものまね大合戦 |
| 20:00 | NET ワールドプロレスリング | NET★ 素浪人 花山大吉          | フジ 銭形平次           | フジ プロ野球中継 映画番組    | NET クイズアクション    | フジ コント55号のやるぞみてくれ! | NET 丹下左膳                 |
| 21:00 | フジ スパイ大作戦          | NET 鬼平犯科帳                | フジ 水曜ドラマシリーズ | フジ プロ野球中継 映画番組    | フジ 万国びっくりショー | NET 土曜映画劇場                 | NET 日曜洋画劇場             |
| 21:30 | フジ スパイ大作戦          | NET 鬼平犯科帳                | フジ 水曜ドラマシリーズ | フジ 孤独の太陽               | NET★ 火曜映画劇場       | NET 土曜映画劇場                 | NET 日曜洋画劇場             |
| 22:00 | フジ 夜のヒットスタジオ    | NET★ ポーラ名作劇場           | NET 特別機動捜査隊      | NET ナショナル ゴールデン劇場 | NET★ 火曜映画劇場       | NET 土曜映画劇場                 | NET 日曜洋画劇場             |
| 22:30 | フジ 夜のヒットスタジオ    | NET★ ポーラ名作劇場           | NET 特別機動捜査隊      | NET ナショナル ゴールデン劇場 | NET★ 火曜映画劇場       | NET 夜のビックヒット             | NET 日曜洋画劇場             |

- NET・フジクロスネット末期（1971年4月）
- 無印 → 同時ネット
- ★ → 時差ネット

|       | 月曜日                     | 火曜日                   | 水曜日                        | 木曜日                        | 金曜日                    | 土曜日                | 日曜日                       |
| 19:00 | NET 魔法のマコちゃん       | MBS 明色お笑いゲーム合戦 | NET★ コント55号笑ってたまるか | NET クイズタイムショック      | フジ 赤白パネルマッチ     | NET ストライクボウル  | フジ アタックNo.1            |
| 19:30 | フジ クイズグランプリ      | フジ クイズグランプリ    | フジ クイズグランプリ         | フジ クイズグランプリ         | フジ クイズグランプリ     | フジ クイズグランプリ | NET 象印スターものまね大合戦 |
| 19:45 | フジ スター千一夜          | フジ スター千一夜        | フジ スター千一夜             | フジ スター千一夜             | フジ スター千一夜         | フジ スター千一夜     | NET 象印スターものまね大合戦 |
| 20:00 | NET ワールドプロレスリング | NET★ 人形佐七捕物帳      | フジ 銭形平次                 | フジ テレビグランドスペシャル | NET★ 警部ダン・オーガスト | フジ 柳生十兵衛       | NET 遠山の金さん捕物帳       |
| 21:00 | フジ スパイ大作戦          | NET 大忠臣蔵             | フジ 水曜ドラマシリーズ       | フジ テレビグランドスペシャル | フジ★ ラブラブショー      | NET 土曜映画劇場      | NET 日曜洋画劇場             |
| 21:30 | フジ スパイ大作戦          | NET 大忠臣蔵             | フジ 水曜ドラマシリーズ       | フジ 花嫁のれん               | NET★ 火曜映画劇場         | NET 土曜映画劇場      | NET 日曜洋画劇場             |
| 22:00 | フジ 夜のヒットスタジオ    | NET★ ポーラ名作劇場      | NET 特別機動捜査隊            | NET ナショナル ゴールデン劇場 | NET★ 火曜映画劇場         | NET 土曜映画劇場      | NET 日曜洋画劇場             |
| 22:30 | フジ 夜のヒットスタジオ    | NET★ ポーラ名作劇場      | NET 特別機動捜査隊            | NET ナショナル ゴールデン劇場 | NET★ 火曜映画劇場         | NET★ 軍兵衛目安箱     | NET 日曜洋画劇場             |

- 日テレ・NETクロスネット初期（1971年10月）
- 無印 → 同時ネット
- ★ → 時差ネット

|       | 月曜日                     | 火曜日                   | 水曜日                                   | 木曜日                              | 金曜日                        | 土曜日                        | 日曜日                                |
| 19:00 | NET さるとびエッちゃん     | MBS 明色お笑いゲーム合戦 | NET★ アパッチ野球軍                      | NET クイズタイムショック            | 日テレ スターボウリング       | YTV 天才バカボン              | 日テレ 資生堂・サンデーヒットパレード |
| 19:30 | 日テレ★ 奇想天外歌合戦     | NET 火曜映画劇場         | 日テレ 新オバケのQ太郎                   | NET★ ストライクボウル               | 日テレ ハッチャキ!!マチャアキ | 日テレ さぼてんとマシュマロ   | NET 象印スターものまね大合戦          |
| 20:00 | NET ワールドプロレスリング | NET 火曜映画劇場         | 日テレ 気になる嫁さん                    | 日テレ 弥次喜多隠密道中             | 日テレ 日本プロレス中継       | 日テレ★ 七つちがい            | NET 遠山の金さん捕物帳                |
| 21:00 | NET にっぽんの歌           | NET 大忠臣蔵             | 日テレ 東芝ファミリーホール 特ダネ登場!? | 日テレ★ 涙の河をふり返れ ～艶歌より | NET★ 半七捕物帳               | NET 土曜映画劇場              | NET 日曜洋画劇場                      |
| 21:30 | NET にっぽんの歌           | NET 大忠臣蔵             | YTV 巨泉まとめて百万円                   | 日テレ★ 涙の河をふり返れ ～艶歌より | NET★ 半七捕物帳               | NET 土曜映画劇場              | NET 日曜洋画劇場                      |
| 22:00 | NET ポーラ名作劇場         | NET★ 人形佐七捕物帳      | NET 特別機動捜査隊                       | NET ナショナル ゴールデン劇場       | NET★ 鬼平犯科帳               | NET 土曜映画劇場              | NET 日曜洋画劇場                      |
| 22:30 | NET ポーラ名作劇場         | NET★ 人形佐七捕物帳      | NET 特別機動捜査隊                       | NET ナショナル ゴールデン劇場       | NET★ 鬼平犯科帳               | 日テレ ノンフィクションアワー | NET 日曜洋画劇場                      |

- 日テレ・テレ朝クロスネット末期（1981年5月当時）[39]

|       | 月曜日                         | 火曜日                           | 水曜日                                     | 木曜日                           | 金曜日                             | 土曜日                     | 日曜日                    |
| 19:00 | テレ朝★ ワールドプロレスリング | 日テレ B&Bのお笑いスター最前線!! | テレ朝★ それゆけ!レッドビッキーズ          | テレ朝 クイズタイムショック      | テレ朝 ハロー!サンディベル         | テレ朝★ タイガーマスク二世 | YTV びっくり日本新記録    |
| 19:30 | テレ朝★ ワールドプロレスリング | 日テレ それは秘密です!!          | 日テレ ヨッちゃん・ぼんちのアイドル大集合! | 日テレ 木曜スペシャル            | 日テレ カックラキン大放送!!        | 日テレ 爆笑ヒット大進撃!!  | 日テレ すばらしい世界旅行 |
| 20:00 | 日テレ ザ・トップテン          | 日テレ 新五捕物帳                | 日テレ 俺はおまわり君                      | 日テレ 木曜スペシャル            | 日テレ 太陽にほえろ!               | 日テレ 爆笑ヒット大進撃!!  | 日テレ 日曜お笑い劇場     |
| 21:00 | 日テレ 月曜スター劇場          | テレ朝 鬼平犯科帳                | 日テレ 水曜ロードショー                    | 日テレ★ 火曜劇場                 | テレ朝★ 欽ちゃんのどこまでやるの!? | 日テレ 土曜グランド劇場    | テレ朝 日曜洋画劇場       |
| 22:00 | テレ朝 月曜劇場                | テレ朝★ 判決 -生きる             | 日テレ 水曜ロードショー                    | テレ朝★ ナショナルゴールデン劇場 | テレ朝★ 特捜最前線                 | テレ朝★ 土曜ワイド劇場     | テレ朝 日曜洋画劇場       |

## 情報カメラ設置ポイント
- 郡山市（本社鉄塔上部）（HD） - 1991年（平成3年）3月1日設置[40]。
- 福島市（福島支社屋上）（HD）	
  - 1999年（平成11年）9月1日に、当時の福島支社ビルに設置されていた鉄塔上部に設置[41]。その後、福島支社移転に伴い、設置ポイントも福島支社ビル屋上に移転。
- いわき市（小名浜下神白「天地閣」、福島放送と共同で設置）（HD）
- 会津若松市（会津若松市栄町第三庁舎（NTT東日本会津若松ビル）鉄塔上部）（HD）
  - 1997年（平成9年）10月1日、背炙山送信所に設置[42]。福島中央テレビ会津支社移転に伴い、情報カメラ設置場所も移転。
  - 背炙山に設置されていた時代は、会津盆地のほか、磐梯山や猪苗代湖も臨むこともできた。しかし、設置場所が背炙山山頂のため、会津若松市街の撮影には、難があった。
  - なお、磐梯山の噴火騒ぎがあった際、北塩原村の磐梯桧原湖畔ホテルに臨時移設されていた。
- 福島空港[43]
- 富岡中継局（楢葉町） - 茨城県東海村で発生したJCO臨界事故の翌年である2000年（平成12年）に設置された[44]。福島第一原子力発電所事故で2度の水素爆発の様子を撮影[45]（後述）。
- 富岡町 - 福島第一原子力発電所から約2km離れたところに第一原発に向けて設置。
- 楢葉町 - 福島第二原子力発電所から約2km離れたところに第二原発に向けて設置。
- 大熊町 - 福島第一原子力発電所から約5km離れたところに第一原発に向けて設置[46]。

### 福島第一原子力発電所事故における水素爆発発生の瞬間の撮影
2011年（平成23年）3月11日に発生した東日本大震災（東北地方太平洋沖地震）の津波により、全電源喪失に陥った東京電力福島第一原子力発電所は、炉心溶融（メルトダウン）を引き起こし、2011年（平成23年）3月12日15時36分（日本標準時）に、1号機の原子炉建屋から水素爆発が発生し、原子炉建屋が吹き飛んだ。当局は、富岡町に設置してあった情報カメラによって、NHK福島放送局などの県内メディアはおろか、世界の報道機関で唯一、水素爆発の瞬間の撮影に成功した。総理大臣官邸は、どの中央官庁よりも、この映像で初めて知ることとなった。発生した3月12日15時40分に当局のローカルのみで映像が放送され、その1時間9分後の16時49分にNNN全国ネットで放送されたが、この間は霞が関はおろか、永田町の総理大臣官邸でも事態を把握していなかったことになる。
これは、東日本大震災が起こった際は、山側の電源を使用していたため、停電に陥らなかったことが大きく影響した。この映像は、NNNキー局の日本テレビ（日テレNEWS24）や共同通信社や時事通信社などを通じ、日本国内はもとより、世界中の通信社やBBCやCNNなど各ニュースメディアに配信された。福島原発事故独立検証委員会（民間事故調）が作成し出版した『福島原発事故独立検証委員会　調査・検証報告書』（ISBN 978-4-7993-1158-5）の表紙にも採用された。一方で国内では発生日にNNN以外で放送されることはなかった。
また、2011年（平成23年）3月14日11時01分（日本標準時）、福島第一原子力発電所3号機の原子炉建屋が水素爆発した瞬間を撮影したのも、当局の設置したテレビカメラだけであった。
しかし、音声収録機能がなかったため、爆発音は録音されなかったにもかかわらず、世界のメディアでは爆発音を付けて放送し、なおかつその映像を動画共有サイトに投稿されたため、当局側は抗議したが、当時は情報隠蔽が働いているのではないかと指摘された。
一方、富岡町にもう1つ置かれた情報カメラは、震災により電源が落ち、水素爆発の様子は撮影出来なかった。
この原子炉建屋の水素爆発を撮影した映像は、2011年の日本記者クラブ特別賞を受賞した。
水素爆発の瞬間を撮影した情報カメラは除染した上で2019年（平成31年/令和元年）現在、当局の社内に展示されている。

## スタジオ
- Kスタジオ（約75坪）

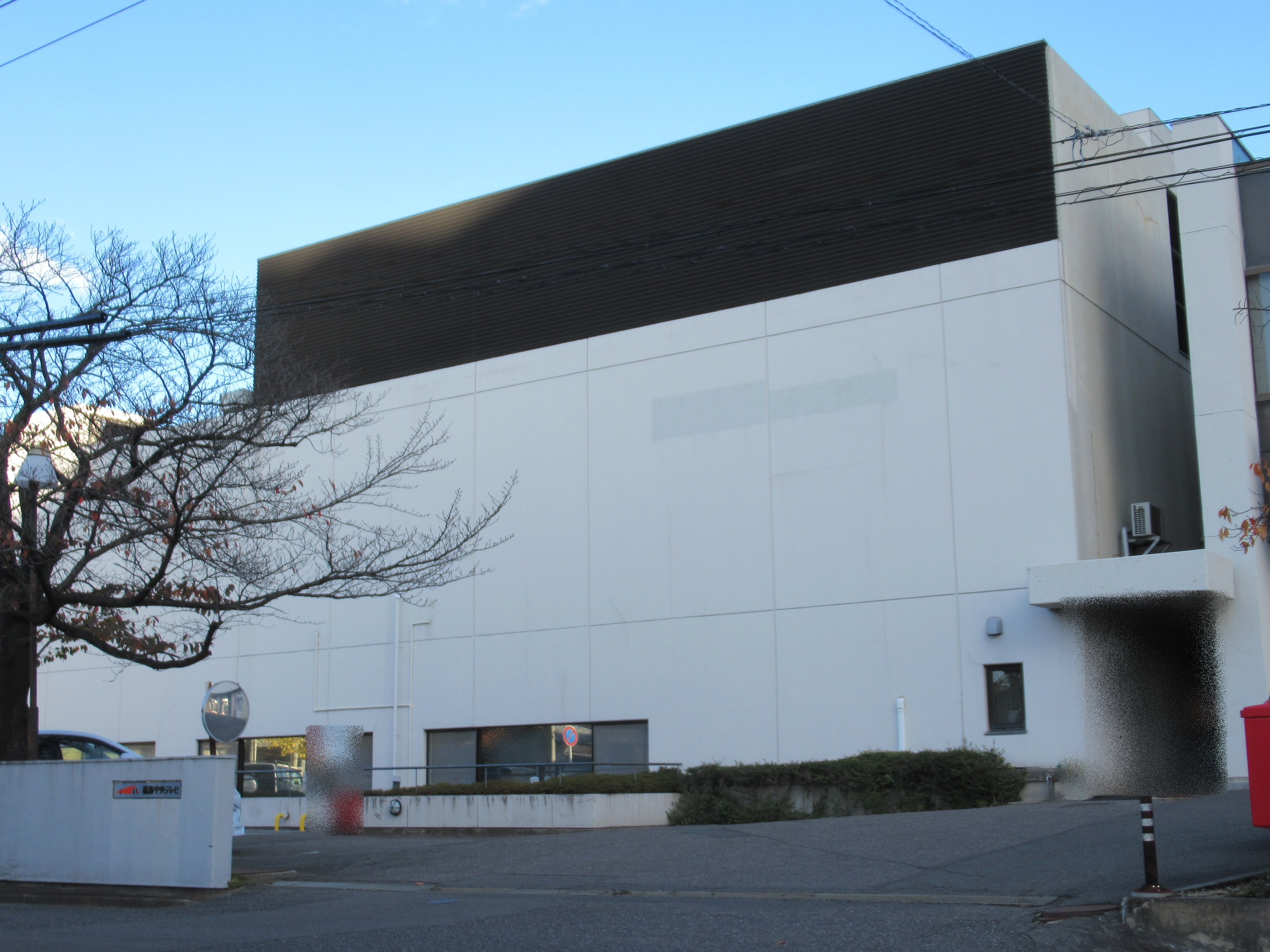
Kスタジオのある新館（2021年11月）

  - 1989年（平成元年）4月完成。本社がある郡山の頭文字の「K」。
  - 2006年（平成16年）4月30日から5月7日までスタジオHD対応の工事を施し、スタジオ内のカメラもHD対応となった。
  - 使用番組は『ゴジてれ Chu !』、『ゴジてれ×Sun!』。
- 報道部内ブース（中テレニュースセンター）
  - 1989年（平成元年）8月14日完成[31]。ニュースセンター完成前は、マスター室横のアナブースにテレビカメラを設置して放送していた[50]。
  - 使用番組：中テレニュースなどの定時ニュース。
- Nスタジオ ※現在は使用せず
  - 『奥さま!11時です』、『こんにちはふくしま』、『ふくしまToday』→『プラス1ふくしま』、高校入試解答速報などに使用されていた。
- 福島スタジオ（約53坪[51]） ※廃止
  - 1977年（昭和52年）6月に、本社スタジオ（Nスタジオ）がニュース専用で手狭だったことから、福島支社と併設で三井生命福島ビルに2階吹き抜け構造で作られた[51]。屋上には、郡山の本社向けのFPUアンテナや福島市用の情報カメラなどが設置された鉄塔も完備していた。
  - 6月17日には、スタジオ完成記念特別番組として『はじめまして福島スタジオです』が放送。司会には徳光和夫（当時日本テレビアナウンサー）、伊東ゆかり、ジャンボ鶴田、小島宏之とダイナブラザーズ、海老一染之助・染太郎、松鶴家千とせが出演した[51]。
  - 1989年（平成元年）に本社に新館のKスタジオが完成したこともあり、事実上廃止。
  - 福島支社も、2010年（平成22年）2月に福島駅前のユニックスビル（2024年4月からは福島セントランドビル）へ移転。
- スタジオではないが、音楽番組『二畳半レコード』では、本社内の宿直室（夏場は本社大会議室）を利用して収録されていた。
- 2014年（平成26年）12月23日から12月26日にかけて、Kスタジオの新セット設営のため、「ゴジてれ Chu !」は本社大会議室にクロマキーセットを設置し、「FCTバーチャルスタジオ」と称して、放送していた。この他に新セット設営時では、2006年（平成18年）5月1日から5月6日にかけて、KスタジオのHD化対応化の準備もあり、『ゴジてれシャトル』をFCTニュースセンター内から放送していた。

## 主な番組

### 自社制作番組
- ゴジてれ Chu !（月 - 金曜 15時50分 - 19時00分）
  - ゴジてれ×Sun!（日曜 16時25分 - 17時25分）
- KICK OFF! FUKUSHIMA（土曜 11時40分 - 11時55分）
- あなたと中テレ（自己批評番組年4回 土曜 11時40分 - 11時55分）
- 二畳半レコード（日曜（土曜深夜） 0時55分 - 1時10分）
- ふくしま未来ストーリー（毎月第1日曜 12時40分 - 12時55分、『ゴジてれ Chu !』での同コーナーを再編集したもの）
- こおりやま市政なう!（不定期放送） - 福島放送と輪番制で制作。
- サクマ&ピース（不定期放送）
- 全日本少年サッカー大会 福島県大会（毎年6月下旬頃の土曜 10時30分 - 11時25分）
- 全国高校サッカー選手権大会 福島県大会（毎年11月上旬頃の土曜 13時00分 - 15時00分） - 決勝のみ放送

#### ミニ番組
- 中テレニュース（土曜日・月曜日以外の全日 20時54分 - 20時57分）
- 中テレナビ（月 - 木・日曜 11時25分 - 11時30分、月 - 金曜 11時51分 - 11時55分、火 - 金曜（月 - 木曜深夜）0時54分 - 0時59分、土曜 22時54分 - 23時00分）
- 海と日本プロジェクト（不定期 11時51分 - 11時55分）
- いわき市民の皆さんへ（毎月第3土曜 9時25分 - 9時30分）
- おしえてキビタン!（土曜 20時54分 - 21時00分）
- 郡山市週間トピックス（日曜 17時25分 - 17時30分）

### 日本テレビ系列の遅れネット番組
- eGG（第2火曜（月曜深夜）0時59分 - 1時29分）
- オードリーさん、ぜひ会ってほしい人がいるんです。（水曜（火曜深夜）0時59分 - 1時29分、中京テレビ制作）
- 1×8いこうよ!（水曜（火曜深夜）1時29分 - 1時59分、札幌テレビ制作）
- 浜ちゃんが!（木曜（水曜深夜）0時59分 - 1時29分、読売テレビ制作）
- 光が死んだ夏（土曜（金曜深夜）1時56分 - 2時26分）
- 24時間テレビ チャリティー・リポート（毎月第1土曜 9時25分 - 9時30分）
- それいけ!アンパンマン（日曜 5時45分 - 6時15分）

### 他系列などの番組

#### テレビ東京系列
※制作局名の記述がないものはテレビ東京制作。
- ゴッドタン（金曜（木曜深夜）0時59分 - 1時29分）
- ドラマ24（金曜（木曜深夜）1時29分 - 2時09分）
- 男子ごはん（土曜 9時30分 - 10時30分）
- タクシー運転手さん一番うまい店に連れてって!（土曜 12時00分 - 13時00分）
- ナゼそこ?（土曜 13時00分 - 14時00分）
- 秋山ロケの地図（日曜（土曜深夜）1時40分 - 2時30分）
- THE フィッシング（日曜 5時15分 - 5時45分、テレビ大阪制作）
- 有吉の世界同時中継 〜今、そっちってどうなってますか?〜（日曜 15時25分 - 16時25分）
- 日曜ビッグバラエティ（不定期放送）
- 緊急SOS!池の水ぜんぶ抜く大作戦（不定期放送）

#### その他
- いろはに千鳥 シーズン10（日曜（土曜深夜） 1時10分 - 1時40分、テレビ埼玉制作）
- アルコ&ピースのほんの気持ちですが!（月曜（日曜深夜）1時25分 - 1時55分、テレビ神奈川制作）

## 過去の番組

### 自主制作番組

#### ローカル番組
情報番組
- FCTホームチャンネル奥さま!11時です（1971年4月5日 - 1976年3月）
- ふくしま11時（1976年4月5日 - 1977年3月）
- おはよう金曜日（1977年4月8日 - 1982年3月26日）
- FCT女性の広場 ライフスポット15（1982年4月5日 - ）
- 浩子の小粋な日曜日
- サンデー8（1981年4月5日 - 1994年9月25日） - 落語家の桂幸丸が司会を務めた。『中村敦夫のザ・サンデー』（のちに徳光和夫に司会を交代）立ち上げ後は、8時から7時30分に放送時間を移した後、『ゴジてれシャトル』立ち上げに伴い、番組終了。
- いきなりBAN・BANのっTV（1988年4月16日 - 1991年3月30日） - 粋成浩児・三浦貝願・菅野浩子・河辺美佳らがMCを務めた夕方の若者向け情報番組。
- ニュースプラス1ふくしま土曜ワイド（1991年4月6日 - 1993年3月）
- 輝いて…土曜日
- ゴジてれシャトル
  - ゴジてれ金曜スタイル
  - ゴジてれ土曜版

- アレ、コレ、中テレ 月イチ!（不定期）
- ふくしま熱中ストーリー

ニュース番組
- FCTワイドニュース（1970年4月1日 - 1974年12月28日）
- FCTニュースロータリー - 昼帯のローカルニュース番組。
- ふくしまToday → NNNふくしまToday
- NNNニュースプラス1ふくしま
- お昼の天気ライブ

県政・市政番組
- 市民とともに
- テレビ県民室
- こんにちはふくしま → おしえて!うつくしま → がんばろう ふくしま! → 県政TV 〜ふくしまからはじめよう。〜 → 新生ふくしま〜ふくしまからはじめよう。〜
- つながろうふくしま
- あなたが主役、県議会は今
- 希望のチカラ
- がんばっぺ!いわき〜日本の復興をいわきから〜 → 明日へふるさといわき 〜力強い復興と再生に向けて〜（2014年9月から福島放送へ移行）
- こおりやまハーモニーチャンネル
- 子どもたちの未来のために
- シルミル いわき（不定期）
- ミル・シル・マナブ 福島ドクターズTV

バラエティ
- イケノダイ Hi4
- 姫姫旅行 〜Princess×Princess to Lip〜 - 一部の日本テレビ系列などに番組販売ネット。

ドキュメンタリー
- 故郷（1980年4月6日 - 1981年3月）
- ふくしまの素顔

ミニ番組
- 小さな詩集 - 開局当初、CMの空き枠を埋めるため金曜深夜に1分間放送していた視聴者からの詩や便りを紹介する番組。のちに5分番組に昇格。
- うすいテレビ音楽会（1971年9月16日 - 1974年6月28日）
- うすいの天気予報
- 味な処 → ザ・男が料理 → 発見!おいしいお宿!! → ヱビス倶楽部
  - 金曜22時55分、すべてサッポロビール（ヱビスビール）の1社提供。

- 福島民話館 ねぇみんな… → 福島民話館 ねぇみんな…2
- LadyGo!うつくしマリーゼ
- 週刊住宅情報 マメ宅
- 柏屋の天気予報
- サイエンChu! ただいまランチ前! → サイエンChu!夕焼け家族 
  - 東日本大震災および福島第一原子力発電所事故の影響により途中打ち切り。

- ブカツの天使（企画ネット番組）
- ペコちゃんの天気予報
- 福島スバルの天気予報
- 福・工・学 日本大学工学部〜ふくしまで学ぼう〜
- 中テレさんち
- 未来くるチャレンジ ともに、福島
- 日和田日和
- ケーシー高峰のグラッチェふくしま
- 介護のミライ
- 福島to2021‐あれからと、これからと→ - NHK福島放送局とのコラボレーション番組。
- ふくしまチャレンジ情報館
- 番組宣伝番組
  - チャンネルはU
  - FCTテレビ情報
  - 番組フラッシュ
  - いちおしでポン!
  - 中テレでチュ
  - ヒルちゃれ!
  - 中テレくんとホイ!（ - 2014年12月）
  - アレ、コレ、中テレ

インフォマーシャル番組
- ママのぽけっと（平日15時50分 - 16時00分） - 生放送の情報・インフォマーシャル番組。
- パブ魂（平日15時50分 - 15時55分）（金曜のみ『パブ魂+（プラス）』） → リビスパ（平日15時50分 - 15時55分）
  - パブ魂以降、ゴジてれChu!開始までは金曜のみ5分拡大し放送。

- あなたにQショット

音楽番組
- ポップスQ（1985年4月6日 - 、土曜 7時00分 - 7時30分） - とよだきしこ・菅野浩子の2人の女性MCによる若者向け音楽番組。

ドラマ
- 絶景探偵。 → 絶景探偵。Season2
- どうしても呑みたい夜がある → どうしても呑みたい夜がある Season2 → どうしても呑みたい夜がある Season3

スポンサー枠
- うすいファミリー劇場 - 地元の「うすい百貨店」がスポンサーの帯番組枠で平日17時30分 に放送された。主にDr.スランプ アラレちゃん、トムとジェリーなどアニメの再放送枠であったが、アーノルド坊やは人気者のようなドラマも放送した。平日17時00分もアニメ枠であった。

その他
- ふくしまの四季
  - 日曜早朝 不定期。下記の通り放送開始時のオープニングを兼ね、福島県の四季を映像で捉えた30分のフィラー番組。

- よみがえれ日本一の水 〜猪苗代湖と5つの物語〜
- 競馬ビッグレース 耳より情報（2010年まで）
- シャトルFCT〜視聴者の皆さんとともに〜（2017年までの自己批評番組タイトル、年4回）

#### 日本テレビ系全国ネット番組
- まかないメシ食べまくり!!シリーズ（年1回放送）
- キズナワーク 親子2人で働こう（年1回放送）

### 過去にネットしていた日本テレビ系列の番組

#### 日本テレビ系番組

##### 東北ブロックネット番組
- ネットワーク・7
- かっぺいのいったりきたり
- モバ☆スタ → モバ☆スタ2.0
- 花まる電家
- ￥0TV!うた力の旅
- 元気一番生テレビ

##### 日本テレビ系列局制作の遅れネット番組
- 心のともしび（日本テレビ → 山梨放送制作）
- ティンティンTOWN! - 15分の短縮版
- 攻殻機動隊 STAND ALONE COMPLEX
- DEATH NOTE
- ごくせん
- SPACE PIRATE CAPTAIN HERLOCK
- 雷波少年 → 巨人中毒
- はじめの一歩
- 感動紙芝居優しさ便り
- 素顔がイイねっ!
- いただきマッスル!（50分Ver.は同時ネット。）
- おネエ★MANS（ゴールデン時代は同時ネット。）
- MusiG
- ザ・クイズショウ（第2シーズンは同時ネット。第1シーズンは第2シーズン最終回後に放送。）
- 全米TOP30
- ハリコミらいおん!!
- 旅はパノラマ（中京テレビ制作）
- 業界クイズ ミニキテ!（中京テレビ制作、終了後も不定期に再放送）
- 浜ちゃんと!（よみうりテレビ制作）
- スーパーチャンプル（中京テレビ制作）
- プリン・ス → プリン・ス2（日本海テレビ制作）
- 音リコ!（よみうりテレビ制作）
- 音笑!MMM（読売テレビ制作）
- Perfumeの気になる子ちゃん → Perfumeのシャンデリアハウス
- 狩野英孝★熱血アイドルアカデミー アキパラ嬢（静岡第一テレビ制作）
- イケ麺そば屋探偵〜いいんだぜ!〜
- ぜんぶウソ
- 潜在異色
- メロjpでいこう!（日本海テレビ制作）
- 犬夜叉 完結編（読売テレビ制作）
- 恋するゴルコン（中京テレビ制作）
- 妄想姉妹〜文學という名のもとに〜
- ひるザイル
- MONSTER
- たちゅまる（読売テレビ制作）
- ブランディア うれしいことふやそう!（日本海テレビ制作）
- 1リットルの里帰り
- heart up!なでしこリーグ（日テレG+制作）
- 小町テレビ（日テレG+制作）
- Good Living（日本海テレビ制作）
- ポシュレベストセレクション（BS日テレ制作）
- 登る女（日テレG+制作）
- 僕がネコに嫌われる理由 → 僕がネコに嫌われる理由 シーズン2（BS日テレ制作）
- ニノさん[注釈 19]
- フットンダ（中京テレビ制作）
- J'sティーチャー Kis-My-Ft2 藤ヶ谷太輔 極東ロシアを行く → J's Journey 滝沢秀明 南米縦断 4800km → J'J Hey! Say! JUMP 髙木雄也&知念侑李 ふたりっきり フランス縦断各駅停車の旅
- HUNTER×HUNTER
- 俺の地図帳〜地理メンBOYSが行く〜 → 俺の地図帳〜地理メンBOYSが行く〜2（読売テレビ制作）
- 東野・岡村の旅猿2 プライベートでごめんなさい… → 東野・岡村の旅猿3 プライベートでごめんなさい… → 東野・岡村の旅猿4 プライベートでごめんなさい…
- 心療中-in the Room-
- 寄生獣 セイの格率
- マジすか学園4
- ガッチャマン クラウズ インサイト[注釈 20]
- 恋文日和
- HiGH&LOW〜THE STORY OF S.W.O.R.D.〜 → HiGH&LOW〜THE STORY OF S.W.O.R.D.〜 シーズン2 → HiGH&LOW THE BEST BOUT
- あいどりゅ☆ → めちゃフル! → きみだけTV（日本海テレビ制作）
- ルパン三世 → ルパン三世 PART5 → ルパン三世 PART6
- ニーチェ先生（読売テレビ制作）
- MARS〜ただ、君を愛してる〜
- まさかのタメ年トークバラエティー!ビックラコイタ箱（中京テレビ制作）
- ふらいんぐうぃっち
- 俺物語!!
- 架空OL日記（読売テレビ制作）
- お前はまだグンマを知らない
- 賢者ファビウスの定理（日本海テレビ制作）
- チカラウタ
- ナナマル サンバツ
- THE FACTORY TOKYO（日本海テレビ制作）
- ドルメンX
- この人に逢わせて喜ばせたい!逢喜利（中京テレビ制作）
- PRINCE OF LEGEND
- トライナイツ
- LINEの答えあわせ〜男と女の勘違い〜
- ちはやふる3[注釈 21]
- King & Princeる。
- EDENS ZERO・第2期

##### 途中で打ち切られた日本テレビ系列制作の番組
- 結界師（ゴールデン枠から撤退時に打ち切り。）
- ぶらり途中下車の旅（2007年9月で打ち切り[注釈 22]）
- 遠くへ行きたい（読売テレビ制作、2010年3月で打ち切り）
- AKBと××!（読売テレビ制作）
- AKBINGO!（2016年3月で打ち切り）
- ゴルフの翼（BS日テレ制作、2016年9月で打ち切り）
- ゴリ夢中（中京テレビ制作、2017年3月で打ち切り）
- ゼロイチ（2022年4月30日で打ち切り、第2部のみの放送だった）

##### 遅れネットした火曜夜帯の刑事ドラマ
- 大都会 闘いの日々（1977年4月・月 - 金曜 16時00分）
- はぐれ刑事（1977年6月 - 7月・月 - 金曜 16時00分）
- いろはの"い"（1977年7月 - 9月・月 - 金曜 16時00分）
- 大都会 PARTII（1978年5月 - 6月・月 - 金曜 16時00分）
- 大追跡（1979年8月 - 9月・月 - 金曜 16時00分）
- 探偵物語（1980年5月 月 - 金曜・16時00分）
- 大都会 PARTIII（1981年10月 - 1982年9月・土曜 16時55分）
- 炎の犬（1983年12月 月 - 金曜・16時00分）

※他の「大激闘マッドポリス'80」「特命刑事」「警視－K」の放送は不明。

### 過去にネットしていた他系列の番組

#### テレビ朝日系列
☆は福島放送開局後に移行した番組。

##### 同時ネット
ニュース番組
- ANNニュースライナー☆
- ANNニュースレーダー☆（日曜のみ）

ワイドショー
- モーニングショー☆
- アフタヌーンショー☆
- おはようワイド・土曜の朝に☆（朝日放送制作） - 1981年9月26日打ち切り。

バラエティ
- デン助劇場（1970年2月から3月のサービス期間に放送）
- クイズタイムショック☆（1970年2月のサービス放送から1981年9月24日まで）
- 新婚さんいらっしゃい!☆（腸捻転解消後・朝日放送制作）
- 明色お笑いゲーム合戦
- 大正テレビ寄席 → 大正週間漫画 ゲラゲラ45☆
- 象印スターものまね大合戦
- スポット演芸

ドラマ
- ポーラ名作劇場
- 緋剣流れ星お蘭（1970年2月のサービス放送時に第18話から放送） →　丹下左膳 → 遠山の金さん捕物帳 → ご存知遠山の金さん
- 火曜21:00時代劇枠☆
  - 鬼平犯科帳（八代目松本幸四郎版第1シリーズ）から 鬼平犯科帳（萬屋錦之介版第2シリーズ）まで

- 木曜21:00ドラマ枠

アニメ・特撮
- イナズマン
  - 『イナズマン』は同時ネット。『イナズマンF』は、月曜 19時30分 - 20時00分

- 月曜 19:00枠
  - ひみつのアッコちゃんから魔女っ子メグちゃんまで

- 金曜 19:00枠☆
  - 勇者ライディーンからハロー!サンディベル（ - 1981年9月）まで　

- おじさま!愛です → 正義のシンボル コンドールマン
- 宇宙の騎士テッカマン

その他
- 日曜洋画劇場☆ - 1981年9月27日打ち切り。

##### 時差ネット
ドラマ
- 特別機動捜査隊

水曜 22時00分 - 22時56分（1970年2月 - 1972年3月） → 火曜 22時00分 - 22時56分（1972年4月 - 9月） → 火曜 22時00分 - 22時55分（1972年10月 - 1974年3月） → 水曜 22時00分 - 22時55分（1974年4月 - 1975年9月） → 金曜 22時00分 - 22時55分（1975年10月から）
第460話の郡山市ロケにも撮影協力。FCTワイドニュースのスタジオが登場し、坂本弘も出演。
- 特捜最前線：金曜 22時（1981年9月25日まで）
- 遠山の金さん（杉良太郎主演）
- 新幹線公安官
- 鉄道公安官
- 西部警察☆（1979年11月4日 - 1981年7月26日、日曜16時35分）
- 土曜ワイド劇場☆（土曜22時00分）
- ナショナルゴールデン劇場（木曜22時00分）
- ターゲットメン
- 水曜21:00時代劇枠
  - 燃えよ剣 → 宮本武蔵 → 軍兵衛目安箱 → 半七捕物帳（平幹二朗主演） → さすらいの狼 → 長谷川伸シリーズ → 新書太閤記 → 女・その愛のシリーズ → 右門捕物帖 → 鬼平犯科帳（丹波哲郎主演） → 徳川三国志 → 人魚亭異聞 無法街の素浪人

- 非情のライセンスなど木曜22:00ドラマ枠（火曜22時00分）
- 賞金稼ぎ
- 次郎長三国志（1973年放送版）
- せつない（テレビ朝日制作）

アニメ・特撮
- アパッチ野球軍：水曜 19時00分 - 19時30分
- 変身忍者 嵐（毎日放送制作）：水曜 18時00分 - 18時30分
- 人造人間キカイダー → キカイダー01：火曜 18時00分 - 18時30分
- デビルマン → ミクロイドS → キューティーハニー：月 - 金曜 16時05分 - 16時30分
- 愛の戦士レインボーマン：日曜 10時30分 - 11時00分（第25話まで） → 日曜 11時00分 - 11時30分（第26話から）
- ジャンボーグA（毎日放送制作）：水曜 19時00分 - 19時30分（第37話まで）→ 月曜 18時00分 - 18時30分（第38話から）
- ジャングル黒べえ（毎日放送制作）：月曜 18時00分 - 18時30分
- 空手バカ一代：水曜 19時00分 - 19時30分
- 金曜 19:30枠
  - 水曜 18時00分 - 18時30分 - 『ダイヤモンド・アイ』から『がんばれ!レッドビッキーズ』（ - 1978年3月）まで
  - 水曜 19時00分 - 19時30分 - 『がんばれ!レッドビッキーズ』（1978年4月）から『それゆけ!レッドビッキーズ』（ - 1981年9月）まで

- カリメロ：土曜 19時00分 - 19時30分
- 月曜 19:00枠：土曜 19時00分 - 19時30分
  - 『アンデス少年ペペロの冒険』から『タイガーマスク二世』（ - 1981年9月）まで

- スーパー戦隊シリーズ（秘密戦隊ゴレンジャー → ジャッカー電撃隊）→ 透明ドリちゃん
  - 月曜 18時00分 - 18時30分 『ジャッカー』第24話まで
  - 月曜 17時00分 - 17時30分 『ジャッカー』第25話から

- 超電磁ロボ コン・バトラーV → 超電磁マシーン ボルテスV：水曜 19時00分 - 19時30分
- 冒険ファミリー ここは惑星0番地：木曜 17時00分 - 17時30分
- 若草のシャルロット → はいからさんが通る → シートン動物記 りすのバナー（朝日放送制作）：水曜 17時00分 - 17時30分
- 闘将ダイモス：水曜 18時00分 - 18時30分（1978年9月まで） → 火曜 17時00分 - 17時30分（1978年10月から）
- 星の王子さま プチ・プランス（朝日放送制作）: 月曜 17時00分 - 17時30分
- ドラえもん (1979年のテレビアニメ)☆：火曜 18時00分 - 18時30分
  - 1981年6月30日打ち切り

- 宇宙海賊キャプテンハーロック → サイボーグ009：火曜 17時00分 - 17時30分（1978年9月まで） → 水曜 18時00分 - 18時30分（1978年10月から）
- 無敵超人ザンボット3（名古屋テレビ制作）：水曜 18時00分 - 18時30分
- 無敵鋼人ダイターン3（名古屋テレビ制作）：木曜 17時00分 - 17時30分
- 無敵ロボ トライダーG7（名古屋テレビ制作）：土曜 7時00分 - 7時30分
- ブンブンバンバン（名古屋テレビ制作）　
- 一休さん☆：土曜 18時00分 - 18時30分
  - 途中で打ち切り。

- スーパー戦隊シリーズ：テレビシリーズ再開後は火曜 17時00分 - 17時30分☆
  - 太陽戦隊サンバルカン☆（ - 1981年8月25日）まで。

- まんが日本昔ばなし（毎日放送制作・腸捻転解消前、金曜19時00分。解消後は福島テレビ → テレビユー福島へ移行）
- アッポしましまグー
- 怪物くん☆：水曜 17時00分 - 17時30分
  - 途中で打ち切り。

バラエティ・クイズ
- パネルクイズ アタック25☆（朝日放送制作・土曜12時30分）
- プロポーズ大作戦☆（朝日放送制作）
- 霊感ヤマカン第六感☆（朝日放送制作）
- 欽ちゃんのどこまでやるの!?☆（金曜21時00分）
- 笑アップ歌謡大作戦☆
- 象印クイズ ヒントでピント☆（1980年4月6日 - 1981年9月27日、日曜15時40分）

その他
- 世界あの店この店☆
  - 福島放送のサービス放送が始まった1981年9月15日以降も、9月末まで2局並行して放送。

- 川崎敬三の料理ジョッキー
- 徹子の部屋☆（1979年4月2日 - 1981年7月2日、月 - 木 10時30分。金曜日放送分はネットせず）
- ワールドプロレスリング☆（月曜20時00分〈1974年3月まで〉 → 金曜22時00分〈1975年9月まで〉 → 月曜19時00分）

#### フジテレビ系列
☆印はネット交換のために福島テレビへ移行された番組
ニュース番組
- FNNニュース
- FNNお茶の間ニュース
- ☆FNN奥さまニュース
- FNNテレビ朝刊

ワイドショー
- ☆3時のあなた（1970年2月から放送）
- テレビナイトショー

バラエティ
- クイズグランプリ
- スター千一夜（1970年2月から放送）
- 赤白パネルマッチ
- 万国びっくりショー（1970年2月から放送）
- ☆夜のヒットスタジオ（1970年2月から放送）
- ☆キンカン素人民謡名人戦
- 待ッテマシタ!
- タワー奥さま寄席（1970年2月から放送）
- シャボン玉アワー（1970年2月から放送）
- ラブラブショー（1971年4月から金曜21時に放送）
- みんなであそぼう!ピンポンパン（1971年4月から9月まで月曜から金曜の17時に放送）
- サラリーマンミニミニ作戦

ドラマ
- ☆銭形平次（同時ネット。1970年4月から放送）
- 特命捜査室（1970年4月から放送）
- フラワーアクション009ノ1（1970年7月から放送）
- ☆ライオン奥様劇場（同時ネット。『夜のかげろう』から『影の車』まで放送）
- ☆東海テレビ制作昼の帯ドラマ（同時ネット。『遠い砂丘』から『殉愛』まで放送）
- おれの義姉さん → おんぶにだっこ（同時ネット）
- 孤島の太陽 → 恋人はLサイズ → 兄貴の恋人 → 兄貴の花嫁 → 花嫁のれん（同時ネット）
- 大坂城の女
- 清水次郎長
- スパイ大作戦
- 味の素15分ドラマ

アニメ
- リボンの騎士（ネット交換前。1970年に放送）
- ☆アタックNo.1（テレビ朝日制作の実写版は福島放送で放送）
- あしたのジョー（『あしたのジョー2』も同局で放送）
- のらくろ（リメイク版の『のらくろクン』は福島テレビで放送）

※ 以下の作品はネット交換後に放送。すべて福島テレビで未放送の作品。
- ハクション大魔王（1975年に放送。読売テレビ制作のリメイク版も放送）
- ゲゲゲの鬼太郎（第2シリーズを1976年に放送。第1シリーズは福島県では未放送）
- ハゼドン（1982年に放送）
- けろっこデメタン（1983年に放送）
- ゼロテスター（関西テレビ制作）
- ドロロンえん魔くん（1976年に放送）
- ブロッカー軍団IVマシーンブラスター（1984年に放送）
- タイムボカンシリーズ（『タイムボカン』と『タイムパトロール隊オタスケマン』～『イタダキマン』は福島テレビで放送）
  - ヤッターマン（1987年に放送。読売テレビ制作のリメイク版も放送）
  - ゼンダマン（1987年に放送）

- 風船少女テンプルちゃん（1983年に放送）
- めちゃっこドタコン（1985年に放送）
- おちゃめ神物語コロコロポロン（1985年に放送）
- ななこSOS（1985年に放送）

その他
- 料理の窓

#### テレビ東京系列
バラエティ
- ヤンヤン歌うスタジオ
- 三波伸介の凸凹大学校
- テレビあっとランダム
- 徳光のTVコロンブス
- モーターランド → MOTORLAND 2（テレビ愛知制作）
- タモリの音楽は世界だ!
- 決戦!クイズの帝王
- サブちゃんと歌仲間
- 出動!ミニスカポリス
- イカリングの面積（テレビ愛知制作）
- 輝け!ソングラ天国
- MUSIX!
- 倫敦音楽館 Lon-mu
- 月10万円で豊かに暮らせる町&村
- スキヤキ!!ロンドンブーツ大作戦
- エキサイトボウリング
- 教えて!ウルトラ実験隊
- ブログの女王
- ド短期ツメコミ教育!豪腕!コーチング!!
- いきなり結婚生活
- 奥さまは外国人
- うぇぶたま
- お茶の間の真実〜もしかして私だけ!?〜
- キンコンヒルズ
- ココリコミリオン家族
- 世界を変える100人の日本人! JAPAN☆ALLSTARS → この日本人がスゴイらしい。Brand New Japan
- トコトンハテナ（2011年12月打ち切り）
- 7days backpacker〜今しかできない旅がある〜（BSジャパン制作）
- 畑のうた
- きらきらアフロ（テレビ大阪制作）
- ちょこっとイイコト 〜岡村ほんこん♥しあわせプロジェクト〜
- 石川遼スペシャル RESPECT 〜ゴルフを愛する人々へ〜
- 家族になろう（よ）
- 逆向き列車
- まさはる君が行く!ポチたま新ペットの旅（BSジャパン制作、途中打ち切り）
- THEカラオケ★バトル（2015年3月打ち切り）
- そうだ旅（どっか）に行こう。
- ナンカゲツマチ〜よくそんなに待てますね〜
- 世界でお願い!あなたのおサイフ見せてください
- あなたの前で言わせてください コレつくったの私です
- わたしはワケあり成功者〜ドン底からの逆転学〜
- ポンコツ&さまぁ〜ず → 超ポンコツさまぁ〜ず（途中打ち切り）
- これ、もう時効だよね?〜今だから聞いちゃいますけど…〜
- 誰にも話してないんですが、実は… 〜すべてがリアルなカミングアウト〜
- ○○式って効くの?
- ドキドキ宅配便 それ、届けにいきませんか?
- これが私の母ちゃんです!街行く人の気になる母ちゃんをアポなし突撃!
- ドラGO! -DRIVE A GOGO!-（不定期放送）
- ウソのような本当の瞬間!30秒後に絶対見られるTV
- セトウツミ
- 母ちゃんに逢いたい!
- 突撃!しあわせ買取隊
- 一茂&良純の自由すぎるTV
- 先生、、、どこにいるんですか? 〜会って、どうしても感謝の言葉を伝えたい。〜
- 世界ナゼそこに?日本人 〜知られざる波瀾万丈伝〜
- たけしのニッポンのミカタ!

ドラマ
- 刑事追う!
- ハッピー 愛と感動の物語
- ドラマ24 - 死化粧師とリバースエッジ 大川端探偵社は未ネット。
  - 嬢王
  - 2ndハウス
  - 下北GLORY DAYS
  - 怨み屋本舗
  - クピドの悪戯 虹玉
  - Xenos
  - エリートヤンキー三郎
  - BOYSエステ
  - コスプレ幽霊 紅蓮女
  - 秘書のカガミ
  - ウォーキン☆バタフライ
  - メン☆ドル 〜イケメンアイドル〜
  - セレぶり3
  - 湯けむりスナイパー
  - 怨み屋本舗REBOOT
  - 嬢王 Virgin
  - マジすか学園
  - トラブルマン
  - モテキ
  - 嬢王3 〜Special Edition〜
  - URAKARA
  - マジすか学園2
  - 勇者ヨシヒコと魔王の城
  - ここが噂のエル・パラシオ
  - 撮らないで下さい!!グラビアアイドル裏物語
  - クローバー
  - マジすか学園3
  - 勇者ヨシヒコと悪霊の鍵
  - まほろ駅前番外地
  - みんな!エスパーだよ!
  - リミット
  - 殺しの女王蜂
  - なぞの転校生
  - アオイホノオ
  - 玉川区役所 OF THE DEAD
  - 怪奇恋愛作戦
  - 不便な便利屋
  - 初森ベマーズ
  - 孤独のグルメSeason5 → 孤独のグルメSeason6 → 孤独のグルメ Season7 → 孤独のグルメ Season8
  - 東京センチメンタル
  - ナイトヒーロー NAOTO
  - 侠飯〜おとこめし〜
  - バイプレイヤーズ 〜もしも6人の名脇役がシェアハウスで暮らしたら〜 → バイプレイヤーズ 〜名脇役の森の100日間〜
  - 下北沢ダイハード
  - 新宿セブン
  - オー・マイ・ジャンプ! 〜少年ジャンプが地球を救う〜
  - GIVER 復讐の贈与者
  - 忘却のサチコ
  - フルーツ宅配便
  - きのう何食べた?
  - Iターン
  - 浦安鉄筋家族
  - 40万キロかなたの恋
  - あのコの夢を見たんです。
  - 生きるとか死ぬとか父親とか
  - スナック キズツキ
  - シジュウカラ
  - しろめし修行僧
  - 雪女と蟹を食う

- モリのアサガオ
- 最上の命医
- IS〜男でも女でもない性〜
- 鈴木先生
- 孤独のグルメ → 孤独のグルメSeason2 → 孤独のグルメSeason3 → 孤独のグルメSeason4
- 俺のダンディズム
- ワカコ酒 → ワカコ酒 Season 2 → ワカコ酒 Season 3 → ワカコ酒 Season 4（BSテレ東制作）
- 昼のセント酒
- 吉祥寺だけが住みたい街ですか?
- マッサージ探偵ジョー
- 100万円の女たち
- 山田孝之のカンヌ映画祭
- さぼリーマン甘太朗
- 浅田次郎 プリズンホテル（BSテレ東制作）
- 電影少女 -VIDEO GIRL AI 2018- → 電影少女 -VIDEO GIRL MAI 2019-
- バイプレイヤーズ 〜もしも名脇役がテレ東朝ドラで無人島生活したら〜
- 噂の女（BSテレ東制作）
- 極道めし（BSテレ東制作）
- 最後の晩ごはん（BSテレ東制作）
- 江戸前の旬 → 江戸前の旬 season2（BSテレ東制作）
- 役者ダマしい〜12人の名優×菊川女将 ”台本なし”恋愛ドラマ〜（テレビ大阪制作）
- 面白南極料理人（テレビ大阪制作）
- さすらい温泉♨遠藤憲一
- デザイナー 渋井直人の休日（テレビ大阪制作）
- サ道
- おじさまと猫

アニメ・特撮
- ダメおやじ：金曜 18時00分 - 18時30分
- 忍者キャプター：火曜 18時00分 - 18時30分
- 合身戦隊メカンダーロボ：土曜 15時30分 - 16時00分（1977年9月まで） → 金曜 17時00分 - 17時30分（1977年10月から）
- 未来ロボ ダルタニアス → 宇宙大帝ゴッドシグマ → 百獣王ゴライオン：月曜 17時00分 - 17時30分
- 科学冒険隊タンサー5：水曜 17時00分 - 17時30分
- まんが猿飛佐助：土曜 7時00分 - 7時30分
- ずっこけナイトドンデラマンチャ：土曜 7時00分 - 7時30分
- 伝説巨神イデオン：水曜 18時00分 - 18時30分
- 闘士ゴーディアン：土曜 7時30分 - 8時00分
- ほえろブンブン：日曜 7時00分 - 7時30分
- 黄金戦士ゴールドライタン：月曜 18時00分 - 18時30分（第50話まで） → 月曜 17時45分 - 18時15分（第51話・第52話）
- 戦国魔神ゴーショーグン：土曜 7時30分 - 8時00分（1981年9月5日 - 11月21日） → 土曜 18時00分 - 18時30分（1981年11月28日 - 1982年3月6日）
- 太陽の牙ダグラム：火曜 18時00分 - 18時30分（1981年12月 - 1982年3月）→ 火曜 17時45分 - 18時15分（1982年4月 - 1983年3月）→ 火曜 17時00分 - 17時30分（1983年4月 - 5月）
- 機甲艦隊ダイラガーXV：水曜 18時00分 - 18時30分（第1話） → 水曜 17時45分 - 18時15分（第2話 - 総集編1） → 水曜 17時00分 - 17時30分（総集編2 - 総集編4）
- 光速電神アルベガス：水曜 17時00分 - 17時30分
- 装甲騎兵ボトムズ：火曜 17時00分 - 17時30分（1983年5月 - 1984年3月20日） → 月 - 金 6時15分 - 6時45分（1984年3月26日 - 4月4日）
- 銀河旋風ブライガー：金曜 17時45分 - 18時15分（第38話まで） → 日曜 6時15分 - 6時45分（第39話）
- 銀河烈風バクシンガー：日曜 6時15分 - 6時45分
- 魔法のプリンセス ミンキーモモ（第1作、日本テレビ制作の第2作も放送）：月曜 17時45分 - 18時15分（1983年3月まで） → 月曜 17時00分 - 17時30分（1983年4月から）
- 野生のさけび：月 - 金曜 6時15分 - 6時45分
- アタッカーYOU!：土曜 18時00分 - 18時30分
- ミスター味っ子
- 若草の四姉妹（1984年に放送）
- 花の魔法使いマリーベル（テレビせとうち制作）
- 無責任艦長タイラー（テレビせとうち制作）
- 熱血最強ゴウザウラー：水曜 17時00分 - 17時30分
- しましまとらのしまじろう（テレビせとうち制作、途中打ち切り）
- ぼのぼの
- ビーストウォーズ 超生命体トランスフォーマー → ビーストウォーズII 超生命体トランスフォーマー → ビーストウォーズネオ 超生命体トランスフォーマー → ビーストウォーズメタルス 超生命体トランスフォーマー → トランスフォーマー カーロボット
- ドンキーコング
- ぐるぐるタウンはなまるくん（テレビ大阪制作、途中打ち切り）
- とっとこハム太郎 
- のりスタ!（後に福島テレビに移行）
- ヒカルの碁
- 電脳冒険記ウェブダイバー
- 爆転シュート ベイブレード2002 → 爆転シュート ベイブレード Gレボリューション（途中打ち切り）
- 爆闘宣言ダイガンダー
- 超星神シリーズ
  - 超星神グランセイザー → 幻星神ジャスティライザー → 超星艦隊セイザーX

- 人間交差点
- 魔弾戦記リュウケンドー（テレビ愛知制作）
- トランスフォーマー マイクロン伝説 → トランスフォーマー スーパーリンク → トランスフォーマー ギャラクシーフォース
- D.Gray-man（第1シーズンのみ）
- BLUE DRAGON（第1期のみ）
- メイプルストーリー
- ハヤテのごとく!
- トミカヒーローシリーズ（テレビ愛知制作）
  - トミカヒーロー レスキューフォース → トミカヒーロー レスキューファイアー

- トランスフォーマー アニメイテッド（テレビ愛知制作）
- きらりん☆レボリューション
- 極上!!めちゃモテ委員長 → 極上!!めちゃモテ委員長セカンドコレクション
- カードファイト!! ヴァンガード → カードファイト!! ヴァンガード アジアサーキット編 → カードファイト!! ヴァンガード リンクジョーカー編
- フューチャーカード バディファイト（テレビ愛知制作）
- おそ松さん → おそ松さん(第2期)（『おそ松くん』は第1作・第2作含め福島テレビで放送）
- 妖怪ウォッチ → 妖怪ウォッチ シャドウサイド → 妖怪ウォッチ! → 妖怪学園Y 〜Nとの遭遇〜 → 妖怪ウォッチ♪
- フライングベイビーズ
- 深夜!天才バカボン

ドキュメンタリー
- 火曜イチバン!
- 素敵なふる里夢探訪（テレビ大阪制作）
- ソロモンの王宮
- ソロモン流（途中打ち切り）
- 経済ドキュメンタリードラマ ルビコンの決断

その他
- ゴルフ 尾崎兄弟・飯合に挑戦!!
- 中村雅俊・芹澤信雄のゴルフ熱中塾
- 住まいの極意 〜My sweet life〜
- ibuki
- ウイニング競馬

#### 全国独立放送協議会
バラエティ
- THE 鈴木タイムラー（2006年5月29日 - 同年12月21日）
- ウルトラゾーン
- 京都甘党ゼッピン!（KBS京都制作）
- 業界用語の基礎知識 壇蜜女学園（5いっしょ3ちゃんねる・ひかりTV制作）
- 伊集院光のばらえてぃーばんぐみ（東名阪ネット6制作）
- 芋洗坂係長のキレキレ係長（東名阪ネット6・ひかりTV制作）
- さすらう犬の種まき (TOKYO MX制作)
- いろはに千鳥 → いろはに千鳥 シーズン2 → いろはに千鳥 シーズン3 → いろはに千鳥 シーズン4 → いろはに千鳥 シーズン5 → いろはに千鳥 シーズン6（テレビ埼玉制作）
- 武井壮しらべ 誰もやらなきゃオレがやる!!（TOKYO MX制作）
- 趣味バカ（サンテレビ制作）（途中打ち切り）
- 俺旅。シーズン4 → 俺旅。シーズン5（東名阪ネット6制作）
- ロバートの秋山竜次音楽事務所 → ロバートの秋山竜次音楽事務所 シーズン2（テレビ埼玉制作）
- いたくろむらせのオンとオフ（テレ玉制作）

ドラマ
- ニトナツ〜恋も仕事も〜（KBS京都、サンテレビ、テレビ神奈川制作）
- 幼獣マメシバ → マメシバ一郎 → マメシバ一郎 フーテンの芝二郎 → 幼獣マメシバ 望郷篇（東名阪ネット6制作）
- ねこタクシー（東名阪ネット6制作）
- 方言彼女。 → 方言彼女。0（東名阪ネット6制作）
- 犬飼さんちの犬（東名阪ネット6制作）
- 鉄道むすめ〜Girls be ambitious!〜（東名阪ネット6制作）
- ねこばん（東名阪ネット6制作）
- 連鎖怪談（KBS京都、テレビ神奈川、テレビ埼玉、三重テレビ制作）
- 故郷（フルサト）〜京都から21世紀のアジアへ〜（KBS京都制作）
- ランブリングフィッシュ（KBS京都制作）
- 十三夜 霊界からの招待状〜（KBS京都、テレビ神奈川制作）
- 陰陽少女（KBS京都、テレビ神奈川、テレビ埼玉制作）
- イグザンプラードラマ（テレビ神奈川制作）
- T・R・Y〜夢への階段〜（KBS京都、テレビ神奈川、テレビ埼玉制作）
- くろねこルーシー
- 猫侍 → 猫侍 SEASON2（東名阪ネット6・5いっしょ3ちゃんねる制作）
- 方言彼氏。（東名阪ネット6・ひかりTV制作）
- DANCE&MUSIC 熱血学園ドラマ 押忍!!ふんどし部! シーズン2 〜南海怒濤篇〜 → 押忍!!ふんどし部!（テレビ神奈川制作）
- 乾杯戦士アフターV → 新★乾杯戦士アフターV（東名阪ネット6・5いっしょ3ちゃんねる制作）
- また来てマチ子の、恋はもうたくさんよ（テレビ神奈川制作）
- もひかん家の家族会ぎ（東名阪ネット6制作）
- 柴公園
- 広告会社、男子寮のおかずくん（テレビ神奈川、テレビ埼玉、KBS京都 他制作）
- おいしい給食

アニメ
- 07-GHOST（UHFアニメ）
- 接続無用
- 鬼滅の刃
- 転生したらスライムだった件（BS11制作）

その他
- おんナビ
- 中島貞夫とめぐる京都シネマ紀行（KBS京都制作）
- 芸妓えれがんす（不定期、KBS京都制作）
- 的場浩司のスイーツ男子塾!

##### 過去にネットした系列横断ブロックネット番組
- クボタ民謡お国めぐり（秋田テレビ制作） - フジテレビ系列局の秋田テレビ制作番組だが、FNSを福島テレビに譲渡することによるネット交換後も放送開始から最終回まで一貫して当局で放送された。
- ビバビバパラダイス（岩手めんこいテレビ制作）

#### その他
- チャージマン研!（TBS制作。1975年に放送[148]）
- ちよ太郎こども劇場（TBS制作。1978年1月から3月、および1978年10月から12月に放送[149]） - 福島テレビでは1977年1月から2月まで放送[150]
- 心のともしび
- 日本大陸!感動☆極旨の旅（S-Field制作）
- グルメにCHU（S-Field制作）
- TAKARAZUKA 美の旅人たち（TAKARAZUKA SKY STAGE・KBS京都共同制作）
- 幻魔大戦 神話前夜の章（AT-X制作）
- ホレゆけ!スタア☆大作戦（キューブ、ポニーキャニオン制作）
- 秋山莉奈の素敵にトラベり〜な! → たびたび秋山さん
- なりきりグルメ旅（パワーテレビジョン制作）
- どーよ・この味!グルメに挑戦（パワーテレビジョン制作）
- 香田晋のどんぶり丸
- 感動地球紀行 世界遺産ものがたり
- バルセロナの風（Rolling Company制作）
- 韓流散歩
- 湯けむり日和
- 山崎まゆみの混浴秘湯めぐり Part2（旅チャンネル制作）
- キャワコレTV（SonyMusic制作）
- ごちそう便り
- 西村京太郎の鉄道ミステリー（旅チャンネル制作）
- スペシャルレシピ（いまじん制作）
- ふるさと発!味自慢
- グルメファクトリー（パワーテレビジョン制作）
- ハワイを感じて（パワーテレビジョン制作）
- 魅惑の旅
- 和の真髄を探る!日本名建築めぐり（旅チャンネル制作）
- 撮れ高次第
- 感動地球紀行 世界遺産ものがたり（旅チャンネル制作）
- さすらう犬の種まき（SonyMusic制作）
- スゴ技X[注釈 43]
- 食べるが一番!小島よしおの旨いもん探し
- ワザコレ（途中打ち切り）
- 笑顔で発見!グルメ旅
- 渾身!
- 24時間女優（ひかりTV制作）
- おらのめしグランプリ
- 東京号泣教室 〜ROAD TO 2020〜
- 夜ノヤッターマン
- ちょびっとづかん
- クリオネの灯り
- SNOW SWEET LIFE（northfeel制作）
- ニュース女子（DHCテレビジョン制作）（途中打ち切り）
- ラーメンズ片桐仁のアートを訪ねて（TSUKURU制作）
- ふるさと食堂（TSUKURU制作）
- 武井壮のなんでも協会（THE WORKS制作）
- 小島よしおのペコペコグルメ（不定期放送）
- ニッチェのラーメンコンシェルジュ（不定期放送）
- 高嶋政宏の旅番長（旅チャンネル制作）
- 柱憲・麗香の全力ゴルフマッチ ガチゴル!（とちぎテレビ制作）
- 駅旅 〜駅からはじまる物語〜（鉄道チャンネル制作）
- 林家正蔵の今日も四時から飲み（旅チャンネル制作）

## アナウンサー

### 現職
- ※は報道制作局アナウンス部長経験者。年号は入社年orアナウンス職在籍期間。
- 現在（2019年時点）、所属するアナウンサー全員が報道制作局報道部所属（2012年4月に同局報道部とアナウンス部が合併[151]）。
- 出典：[152]

男性
- 1990年 - 徳光雅英※（チーフアナウンサー)
- 2015年 - 石井佑弥
- 2021年 - 河岸修登
- 2025年 - 渡辺真義

女性
- 2003年 - 大橋聡子
- 2013年 - 小野紗由利、野尻英恵
- 2017年 - 永井麻葵
- 2022年 - 井上千沙（元熊本県民テレビ）、加藤さわ
- 2023年 - 今野花織（元さくらんぼテレビジョン）

### 過去（異動・退職）
●は故人。
男性
- 1969年
  - 坂本弘●（ - 1995年、『ゴジてれシャトル』初期コメンテーター。2015年に死去）
  - 中山寧（ - 1999年、報道部→制作部長）
  - 福田英夫（ - 2005年、報道部→報道部記者→総務局長）

- 1972年
  - 緒方昭一（後にフジテレビ専属レポーター）

- 1975年
  - 奥秋和夫※（ - 2004年）

- 1977年
  - 佐貫洋一（ - 1983年、→テレビ埼玉アナウンサー→営業部→広報部）

- 1982年
  - 鷹取順雅（たかとりじゅん）（ - 1983年、キャスター、茨城放送パーソナリティ・2010年、JAXA・宇宙航空研究開発機構「SPACE@NAVI-Kibo」（山崎直子搭乗時）のネット配信ではキャスターを務めた）

- 1983年
  - 常盤秀次（ - 2008年、→フリーアナウンサー）

- 1986年
  - 菅佐原隆幸（ - 2021年）

- 1987年
  - 三富健也（元静岡エフエム放送［FM静岡→K-MIX］、- 1996年、2001年 - 2006年、→編成進行部進行担当部長）

- 1997年
  - 大野修（ - 2008年5月、不祥事により本社業務部へ異動後、東京支社業務部）

- 1999年
  - 須賀宣之（ - 2001年、2003年 - 2018年、会津若松支社）

- 2006年
  - 三浦功将（ - 2011年、 →長崎文化放送アナウンサー→宮崎放送アナウンサー）

- 2009年
  - 緒方太郎（ - 2022年、キャスターと記者職を兼務）
  - 下田武史（元青森朝日放送、 - 2012年、→フリーアナウンサー→北陸朝日放送アナウンサー）

- 2013年
  - 郷間翔（ - 2014年、元青森テレビ）

- 2017年
  - 直川貴博（ - 2025年、→セント・フォース）

女性
- 1970年
  - 添田恵子（ - 1971年）
  - 中川公子（ - 1972年、→テレビ神奈川初代アナウンサー→川崎市議会議員）

- 1971年
  - 鳥海邦子（ - 1974年）
  - 増子慶子（ - 1974年、元福島テレビ）

- 1972年
  - 丸山京子（ - 1974年）

- 1975年
  - 吉田いくよ（ - 1979年、ヴォイス・プロ代表取締役）
  - 岡部恵久子（ - 1996年）

- 1978年
  - 原玲子（ - 1982年）

- 1979年
  - 雫石多都子●（ - 2014年、報道部→制作部→編成部。福島第1原発3号機の水素爆発放送にも関わった。2014年に死去）

- 1983年
  - 小林典子（ - 2000年、福島支社報道部長→報道制作局報道部長→報道制作局次長→報道局CSR担当局長→福島支社）

- 1984年
  - 青木富美子（ - 1987年）

- 1985年
  - 管家さえ子（ - 1988年）

- 1987年
  - 大和田良子（ - 1989年、→新潟テレビ21アナウンサー→アールクリエーション代表取締役）
  - 岩千晶（ - 1990年）

- 1988年
  - 中川久美（ - 2009年、制作担当部長）

- 1990年
  - 小柳たまゆ（ - 1991年）
  - 山内千鶴（ - 1991年、→エス・オー・プロモーション所属）

- 1991年
  - 山本絹代（ - 1993年、タレントユニオン所属）

- 1992年
  - 鈴木美津子（ - 1995年）

- 1993年
  - 片岡晴子（ - 1995年、エフエム福島→フリーアナウンサー）

- 1994年
  - 安部真由美（ - 1999年、ブルームバーグテレビジョン→日経CNBC報道解説部→フリーアナウンサー）

- 1995年
  - 西山奈見（ - 1998年）

- 1996年
  - 大野智子（ - 2021年）
  - 中山由佳（ - 2012年）

- 1998年
  - 水野弘子（ - 2000年、→WWEディーヴァ→船橋市議会議員→千葉県議会議員。プロレスラー・鈴木健想の妻）

- 1999年
  - 田部井華子（ - 2007年）

- 2001年
  - 田中珠紀（ - 2002年、→地元局の青森テレビアナウンサー→青森朝日放送記者）

- 2008年
  - 中山可那子（ - 2016年、事業局事業推進部）

- 2014年
  - 久保恵佳（元NHK甲府放送局契約キャスター、- 2018年、→オフィスキイワード）

- 2015年
  - 長江麻美（ - 2022年、→地元局のテレビ愛知アナウンサー）

- 2019年
  - 畑山弥保（元NHK沖縄放送局契約キャスター、 - 2022年、→オフィス気象キャスター）
  - 菊竹桃香（ - 2022年、→ホリプロ）

## 出身者
●は故人。
- 1970年
  - 星亮一●（ - 1983年、2021年に死去）
- 2016年
  - 保坂友美子（ - 2019年、元記者、北陸放送アナウンサー→NHKさいたま放送局キャスター→フリー）
- 佐藤昭（日本テレビ出身）

## 福島県内各地のチャンネル

### デジタル放送

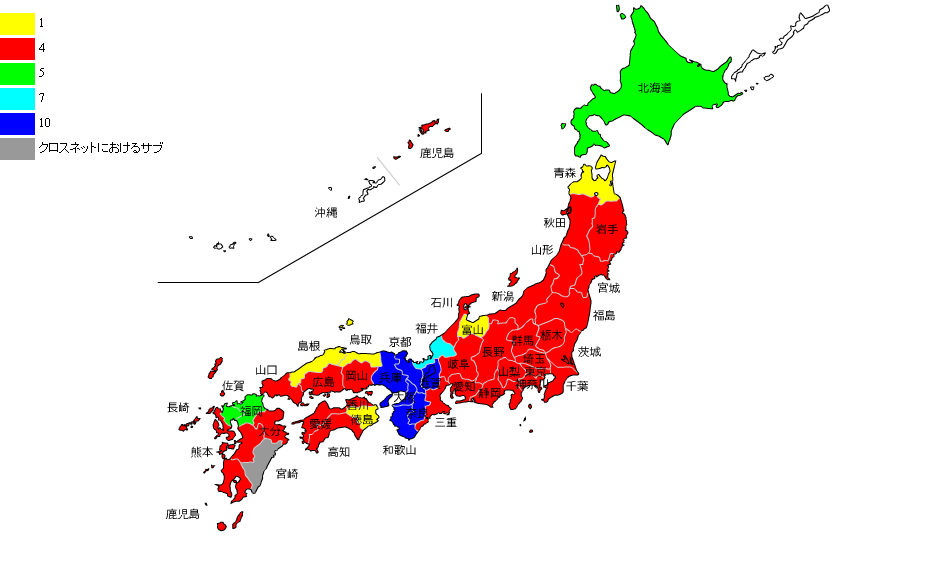
日本テレビ系列のリモコンキーID地図

リモコンキーID:4
中通り
- 福島・郡山（笹森山送信所） 27ch
- 白河 17ch
- 滝根 46ch
- 月舘 22ch
- 磐梯熱海 40ch
- 高玉 22ch
- 郡山田村 22ch
- 石川 22ch
- 塙 17ch
- 西郷羽太 35ch
- 西郷長坂 34ch
- 西郷虫笠 34ch
- 西郷谷地中 28ch
- 磐城西郷 33ch
- 川俣 22ch
- 三春 40ch
- 船引 22ch
- 小野 50ch
- 長沼 22ch
- 天栄 22ch
- 蓬田 22ch
- 西古殿 22ch
- 表郷 22ch
- 棚倉富岡 17ch
- 東塙 32ch
- 白河南 43ch

会津地方
- 会津若松 22ch
- 柳津三島 27ch
- 東金山 27ch
- 西金山 17ch
- 金山 17ch
- 田島 27ch
- 東只見 22ch
- 東裏磐梯 32ch
- 荒海 17ch
- 南郷 17ch
- 昭和 27ch
- 只見 32ch

浜通り
- いわき南（湯の岳） 17ch
- 富岡 22ch
- 浪江津島 22ch
- 原町 27ch
- 飯舘 22ch
- いわき北（水石山） 27ch
- 双葉川内 17ch

### アナログ放送
2012年3月31日終了
中通り
- 福島・郡山（笹森山送信所） 33ch
- 白河 56ch
- 滝根 59ch
- 入水 60ch
- 船引 39ch
- 石川 39ch
- 小野 21ch
- 磐梯熱海 17ch
- 磐梯高玉 42ch
- 塙 50ch
- 東塙 40ch
- 月舘 59ch
- 福島信夫 39ch
- 福島大波 56ch
- 渡利 60ch
- 土湯 55ch
- 二本松 55ch
- 双葉川内 62ch
- 古殿 39ch
- 古殿松川 56ch
- 西古殿 59ch
- 長沼 56ch
- 三春 58ch
- 川俣 39ch
- 西郷長坂 48ch
- 西郷谷地中 55ch
- 西郷虫笠 41ch
- 西郷羽太 50ch
- 泉崎太田川 36ch
- 古殿松川 56ch
- 犬神 41ch
- 蕨神 41ch
- 保原富沢 60ch
- 北川俣 42ch
- 南川俣 58ch
- 郡山田村 45ch
- 蓬田 32ch
- 矢祭 55ch
- 大越 40ch
- 東和針道 40ch
- 天栄 57ch
- 棚倉富岡 37ch
- 玉川川辺 41ch

会津地方
- 会津若松 37ch
- 田島 33ch
- 西会津 57ch
- 会津東山 57ch
- 荒海 56ch
- 只見 40ch
- 東只見 57ch
- 東金山 57ch
- 柳津三島 56ch
- 金山 57ch
- 西金山 57ch
- 南郷 40ch
- 昭和 40ch
- 東昭和 56ch
- 伊南 56ch
- 西会津 57ch
- 西会津奥川 60ch
- 裏磐梯 40ch
- 東裏磐梯 58ch
- 舘岩 59ch
- 南舘岩 40ch

浜通り
- いわき（湯の岳） 34ch
- いわき四ツ波 41ch
- いわき湯本 48ch
- いわき遠野 50ch
- 原町 58ch
- 富岡 38ch
- 飯舘 42ch
- 飯舘向押 58ch
- 飯舘関沢 57ch
- 蕨平 41ch
- 浪江津島 59ch
- 水石 58ch
- 双葉川内 62ch

## イメージソング
- FCTソング（作詞：内海久二、作曲：湯浅譲二、歌：井口典子）[164] - 開局を記念して作られたテーマソング。
  - オープニング・クロージングなどで使用された。後にオープニング部分の伴奏のインストゥルメンタルのみとなり、2001年（平成13年）3月まで長年に渡り使用された。
  - 2010年（平成22年）10月18日から23日、2015年（平成27年）10月19日から25日にかけて、「中テレくんを探せ!」（視聴者プレゼント企画）のCMにおいてBGMとして、ファミコン風のアレンジと通常のFCTソング（歌付き）が一部流された。
- FCT賛歌（作詞：内海久二、作曲：石河清）[164] - 開局時に作られた曲。開局記念式典で歌われた。
- 空になる（作詞作曲：藤井敬之、編曲・歌：音速ライン） - 開局40周年記念ソング[165]。オープニング・クロージング、『ゴジてれ Chu !』エンディングテーマなどで使用[165]。ボーカルの藤井がいわき市出身、郡山市在住であるということが起用の理由。

## キャッチフレーズ
「ふくしま大好き FCT」
開局当初から長年にわたって使われた。
「200万人の県民とともに FCT」
こちらも開局当初から使われた。
「ふくしまの心をつなぐ FCT」
1980年（昭和55年）の開局10年の時。
「この春、プラス1 FCT」
1988年（昭和63年）4月
「みんながまんなか FCT」
開局30周年を機に、1999年（平成11年）に制定。
番組や映画などのCMなどで12秒のあと、3秒間のフレーズ。2006年（平成18年）5月まで。
「FCTは中テレ中（ちゅうてれちゅう）」
2006年（平成18年）の地上デジタル放送開始と同時に制定されたもの。東日本大震災（東北地方太平洋沖地震）発生前までは、映画の出演者がCMで言う場合はこのフレーズを用いていた。
「熱中!ふくしま」
「つながろう ふくしま」
福島中央テレビによる震災復興キャンペーンによるもの。映画の出演者がCMで言う場合にはこのフレーズを用いていた。
「アレ、コレ、中テレ」
開局45周年を迎えた、2015年（平成27年）1月1日から2019年（令和元年）12月31日まで使用。
「中テレは、上テレ」
開局50周年を迎えた、2020年（令和2年）1月1日から使用。この代からは映画の出演者がCMでキャッチフレーズを言わなくなった。

## 関連会社
- FCTテレビット

## イベント
- 24時間テレビ（毎年ビッグパレットふくしまをメイン会場に各所でイベントやコンサートと県内の募金活動を行っている）
- FCT おきなわ遊・YOU塾
- ふくしまラーメンショー
- 中テレ祭り

### 過去のイベント
- ふくしま輸入博（1986年（昭和61年） - 1990年代初頭）
- FCTふくしま輸入車ショウin2006 → FCT輸入車ショウ（2008年（平成20年））
- 極選（ごくせん）! 満ぷく祭り+ゴジてれ → 満ぷく祭り（ビッグパレットふくしまにて開催。）
- ふくしま再興祭り（2012年（平成24年） - 2014年（平成26年））